# Berlin-Moabit

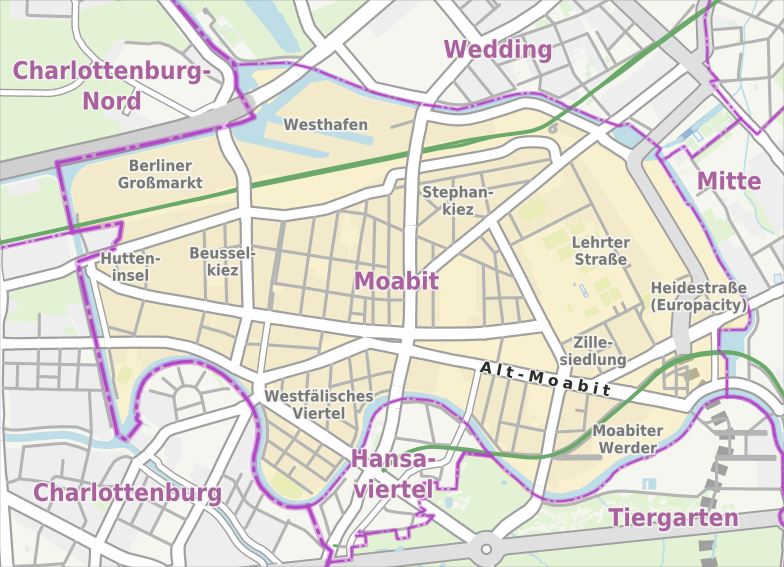
Übersichtskarte Moabit

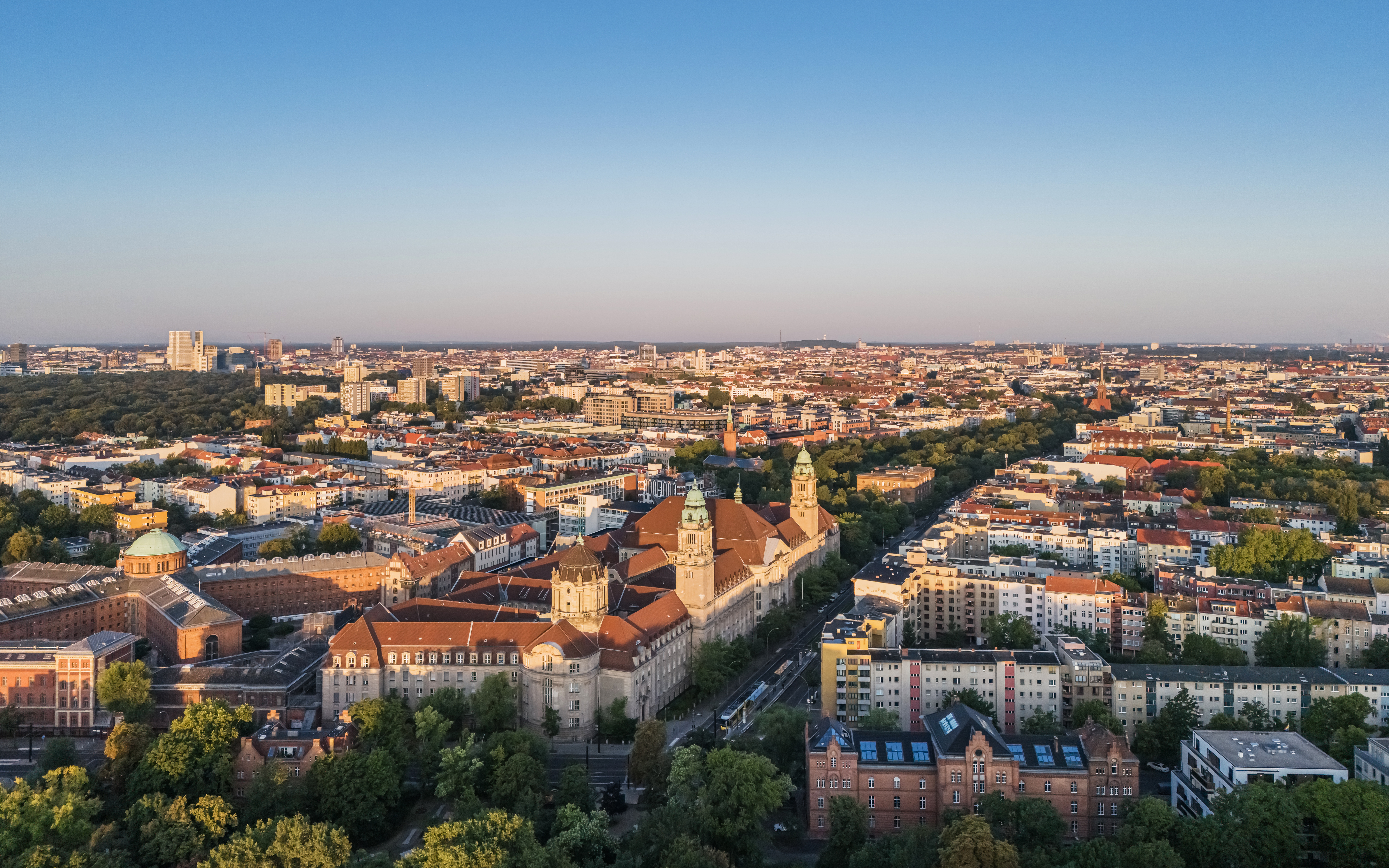
Luftbild

Moabit [moaˈbiːt] ⓘ ist ein Ortsteil des Bezirks Mitte in Berlin. Er wurde ab 1685 besiedelt und 1861 in Berlin eingemeindet. Der ehemalige Industrie- und Arbeiterbezirk ist vollständig von Wasserstraßen und Kanälen umgeben. Zwischen 1920 und 2001 war Moabit Teil des Bezirks Tiergarten. Damit lag es von 1945 bis 1990 im Britischen Sektor der Viersektorenstadt Berlin.

## Geographie
Moabit wird von den Wasserstraßen Spree, Berlin-Spandauer Schifffahrtskanal, Westhafenkanal und Charlottenburger Verbindungskanal umschlossen. Die insofern künstliche Insel ist durch 26 Straßen-, Bahn- und Fußgängerbrücken mit der umgebenden Stadtlandschaft verbunden. Dies sind (Reihenfolge im Norden beginnend und dann im Uhrzeigersinn weiter):
Föhrer Brücke, Torfstraßensteg, Brücke der Ringbahn, Brücke der Fernbahn, Fennbrücke, Nordhafenbrücke, Kieler Brücke, Golda-Meir-Steg, Sandkrugbrücke, Bahnbrücke am Hauptbahnhof, Hugo-Preuß-Brücke, Gustav-Heinemann-Brücke, Moltkebrücke, Kanzleramtssteg, Lutherbrücke, Bahnbrücke am S-Bahnhof Bellevue, Gerickesteg, Moabiter Brücke, Lessingbrücke, Hansabrücke, Wullenwebersteg, Gotzkowskybrücke, Kaiserin-Augusta-Brücke, Sickingenbrücke, Bahnbrücke über den Verbindungskanal und Ludwig-Hoffmann-Brücke.
Die trennende Wirkung der Wasserläufe wird im Norden und Osten durch ausgedehnte Bahnanlagen und den Westhafen, den größten Berliner Hafen, noch verstärkt. Die angrenzenden Ortsteile sind Wedding im Norden, Mitte im Osten, Tiergarten und Hansaviertel im Süden (alle im Bezirk Mitte), sowie Charlottenburg im Westen und Charlottenburg-Nord im Nordwesten (beide im Bezirk Charlottenburg-Wilmersdorf). Dabei machen die Anteile der Landgrenzen rund fünf Prozent aus, alle weiteren Grenzen werden von Wasserwegen gebildet.
Größte Grünfläche ist der nach einem früheren Bezirksbürgermeister benannte Fritz-Schloß-Park, der als Trümmerberg auf einem ehemaligen Exerzierplatz entstand. Kleinere Grünflächen sind der Kleine Tiergarten und der Ottopark, beide befinden sich genau zwischen der Turmstraße und Alt-Moabit. Weitere größere Grünflächen sind der Unionpark (zwischen Unionplatz und Wiclefstraße, mit einem Ausgang zur Bremer Straße) sowie der Carl-von-Ossietzky-Park (Alt-Moabit, gegenüber der JVA Moabit).
Moabit ist in mehrere Ortslagen unterteilt, darunter den sternförmigen Stephankiez rund um den Stephanplatz in der Nähe des Hauptbahnhofs, ein Gründerzeitviertel mit zu 90 Prozent erhaltener historischer Bausubstanz, und zukünftig die Europacity. Weitere Kieze sind der Beusselkiez, der Huttenkiez (auch Hutteninsel, da sie durch das Industriegebiet abgetrennt ist), das Westfälische Viertel (zwischen Stromstraße, Alt-Moabit, Gotzkowskystraße und Spree) und der Lehrter-Straßen-Kiez.

## Name
Die Herkunft des Namens Moabit wird auf die ersten Bewohner dieses Gebietes, die Hugenotten, zurückgeführt. Die französischen Glaubensflüchtlinge nannten ihren neuen Wohnsitz in Anlehnung an das Alte Testament terre de Moab, weil sie hier ebenso Zuflucht fanden wie Elimelech und die Seinen im Land der Moabiter. Erklärungen, nach denen der Name Moabit spotthalber aus la terre maudite (verfluchtes Land) wegen seines sandigen Bodens entstand oder die Siedler, vom Nichtgedeihen ihrer auf dem sandigen märkischen Boden angepflanzten Maulbeerbäume enttäuscht, ihn nach dem biblischen Land Moab wegen seiner Wüstenähnlichkeit wählten oder der Name vom slawischen moch (in der Bedeutung ‚Moos‘) abzuleiten ist, gelten als nicht haltbar. Eine weitere Theorie besagt, dass die Hugenotten das Gebiet als mon habit bezeichneten, was eine verkürzte Version von mon habitation sein soll, das im Deutschen mit ‚meine Wohnstätte‘ wiedergegeben werden kann.

## Geschichte
Bis zur Verwaltungsreform im Jahr 2001 war Moabit Teil des Bezirks Tiergarten. Dieser war nicht in amtlich Ortsteile gegliedert.

### Beginn der Besiedelung

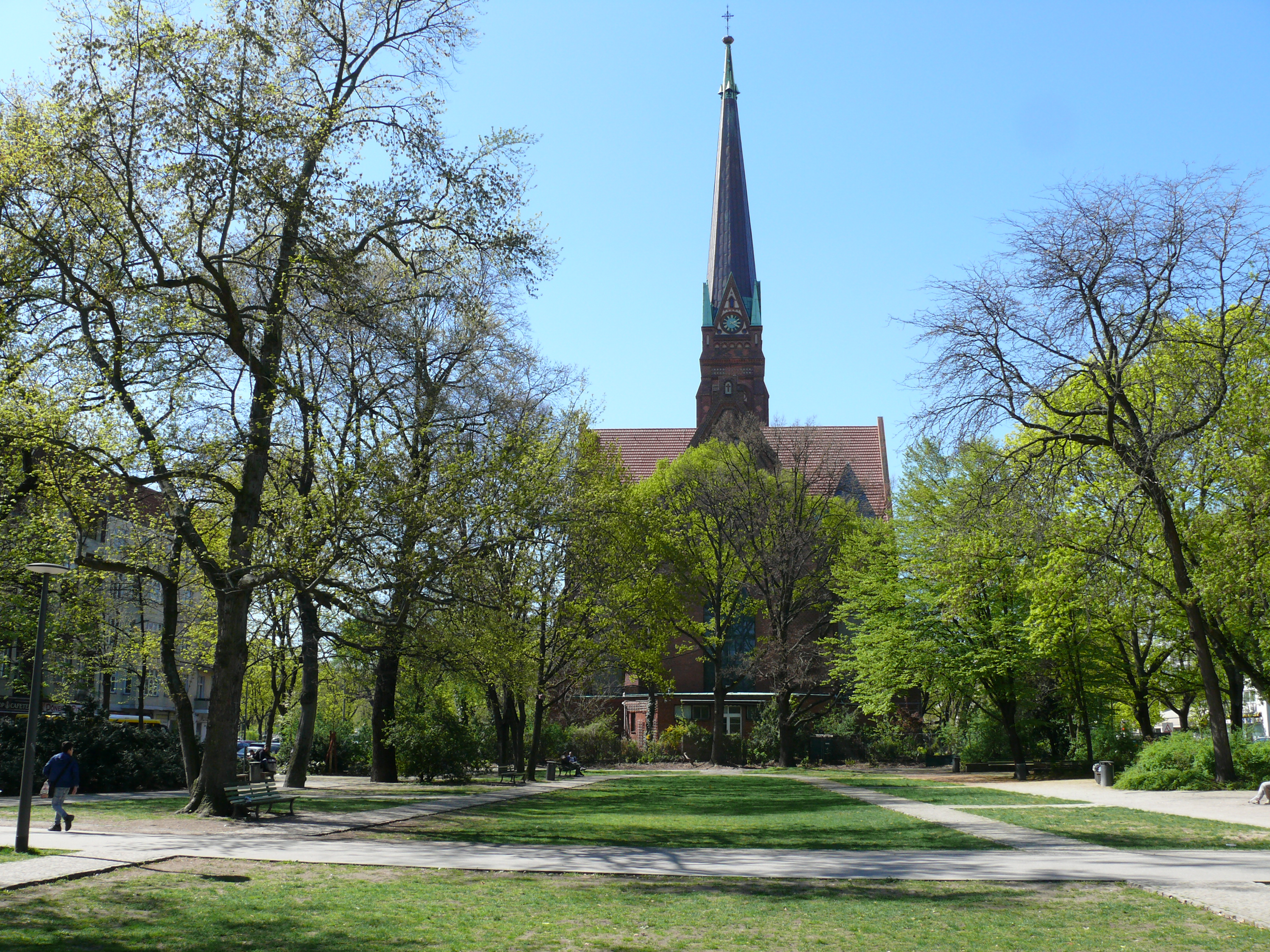
Kleiner Tiergarten mit der Heilandskirche

Das Gebiet des heutigen Moabit war ab dem 13. Jahrhundert als Große Stadtheide unter Berliner Verwaltung und diente als Viehweide. Im 15. Jahrhundert wurden die Ländereien westlich Berlins Eigentum der brandenburgischen Kurfürsten, die die wildreichen Wälder südlich der Spree zu ihrem Jagdgebiet, dem Tiergarten, machten. Dem Wachstum der Residenzstadt unter dem Großen Kurfürsten Friedrich Wilhelm fielen Teile des Tiergartens zum Opfer, was durch die Erweiterung um den Kleinen Tiergarten nördlich der Spree kompensiert wurde. Das gesamte Jagdrevier wurde bis 1859 mit einem umlaufenden Wildgatter versehen.
Die Besiedelung des heutigen Moabit begann 1685 mit dem Bau des Staakensetzerhaus an der Westgrenze des Wildparks. 1698 überließ Kurfürst Friedrich III. den auf dem Areal des heutigen Humboldthafens liegenden Weinberg dem Hugenotten Menardié, der hier ein Gasthaus betrieb. Im Jahr 1717 siedelte König Friedrich Wilhelm I. zwischen der heutigen Straße Alt-Moabit und der Spree Hugenotten an. Nach eigenen Ideen und in seinem Auftrag pflanzten sie Maulbeerbäume für die Seidenraupenzucht an. Das Experiment scheiterte um 1725 an der unzulänglichen Qualität der Böden. Die Grundstücke dienten danach meist gärtnerischen Zwecken. Ihre Häuser verkauften die Seidenbauern an Berliner Bürger als Sommerwohnungen. In Zusammenhang mit der Umgestaltung des Tiergartens zu einem öffentlichen Park erlaubte König Friedrich II. 1745 zwei Hugenotten die ersten Berliner Gartenlokale anzulegen. Sie servierten mocca faux, wörtlich falscher, weil billiger, nachgemachter Kaffee, der bald zum Muckefuck wurde. Daraus entwickelte sich die Ausflugsgegend In den Zelten.
In den ersten Jahrzehnten des 18. Jahrhunderts begann auch die militärische Nutzung großer Teile des Gebiets von Moabit. Die königlichen Pulvermühlen westlich des Moabiter Weinbergs machten 1717 den Anfang und bis 1734 dehnten sich die militärischen Anlagen bis dicht an die Hugenotten-Kolonie aus. Die Bezeichnung Pulverwiesen für die Spreewiesen südlich der Militäranlagen hielt sich bis zum Ende des 19. Jahrhunderts. Das Militärgebiet wirkte wie ein Riegel und verhinderte eine direkte Verbindung zwischen Moabit und Berlin.
Im westlichen Teil des heutigen Moabit, der bis 1938 noch zum damaligen Bezirk Charlottenburg gehörte, eröffnete 1735 ein Franzose eine Schenke. Der wegen seiner geringen Größe petit Martin oder berlinisch Martinicken genannte Wirt gab dem damals unbebauten Feld den Namen Martinikenfelde. Auf diesem Gebiet entwickelte sich später das Fabrikenviertel von Moabit.
Zwei Westfalen erhielten um 1769 Ländereien von Friedrich II. im Gebiet des heutigen Westfälischen Viertels von Moabit. Ihnen wurde auferlegt, die Brandenburger darin zu unterrichten, lebende Hecken nach westfälischer Art zur Einfriedung ihrer Höfe anzulegen. Die Westfalen errichteten auf ihren Anwesen Gaststätten, die sich steigender Beliebtheit bei der Stadtbevölkerung des ausgehenden 18. Jahrhunderts erfreuten. Moabit war damit zu dieser Zeit ein Naherholungsgebiet mit ländlichem Charakter.

### Industrialisierung

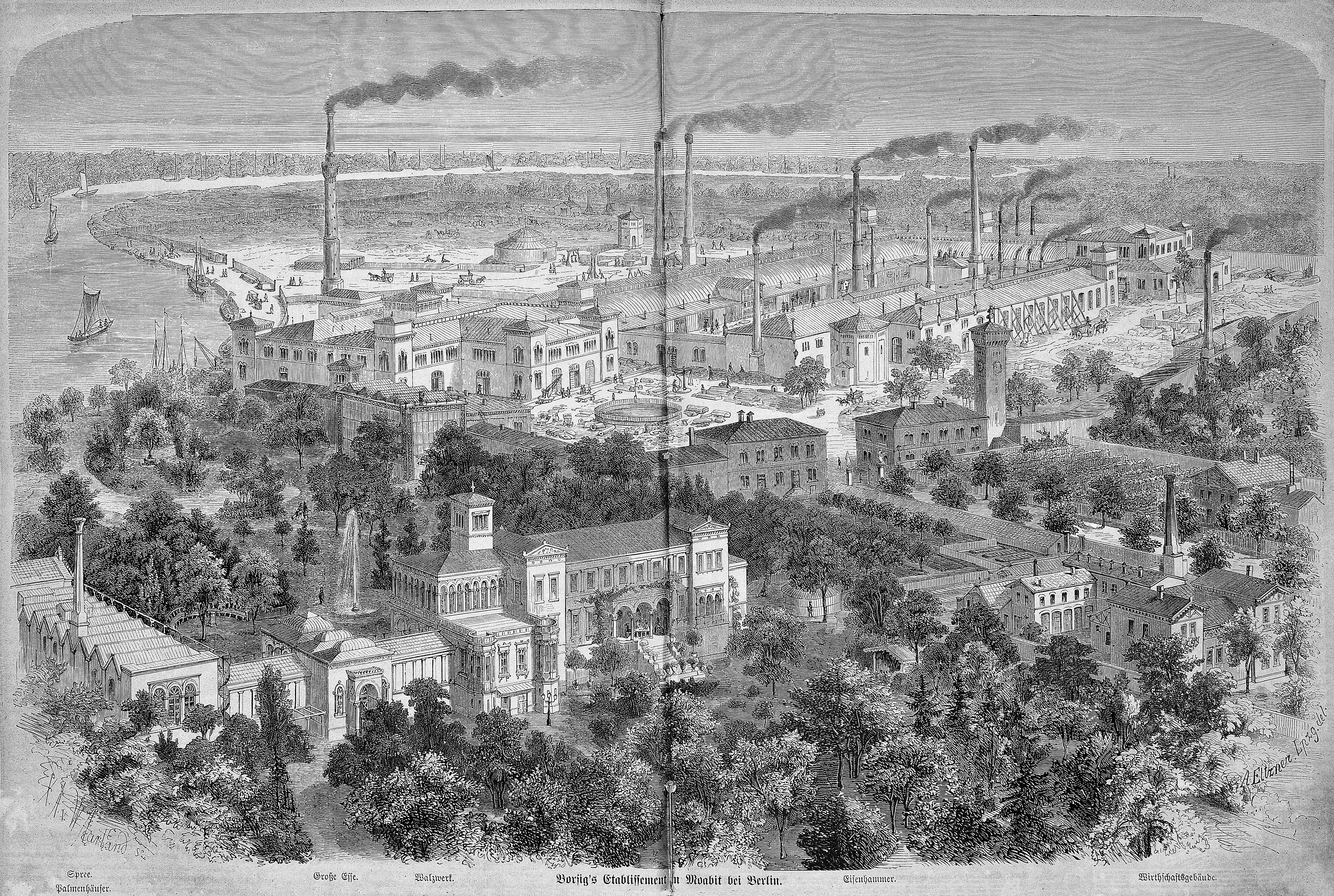
Borsig’s Etablissement in Moabit bei Berlin, 1867

In einer ersten Expansionswelle wichen die Industriebetriebe, die in Berlin keine Grundstücke mehr fanden und deren Geruchs- und Lärmbelästigung in der gewachsenen Stadt nicht mehr geduldet wurde (Feuerland), in der ersten Hälfte des 19. Jahrhunderts nach Moabit aus. Dabei war die Lage an der Spree als Transportweg für Kohle, Rohmaterial und die Produkte entscheidend.
Bereits 1836 hatte die Maschinenbauanstalt der Königlichen Seehandlung ihre Erweiterung am Spreeufer östlich der Kirchstraße begonnen; 1850 wurde sie von Borsig als zweiter Moabiter Standort übernommen, 1898 geschlossen und abgerissen für den Bau von Mietskasernen. August Borsig selbst hatte 1847 den Bau eines Eisenwerks südlich der Straße Alt-Moabit bis zum Spreeufer etwa von der heutigen Elberfelder Straße bis zur Krefelder Straße begonnen, dies mehrfach erweitert und dort auch seine Villa Borsig errichtet.
Moabit wurde besonders im ausgehenden 19. Jahrhundert immer stärker bevölkert. 1861 kam es zur Eingemeindung nach Berlin, die besiedelte Fläche nahm zu und viele Großindustrien wurden durch den Neubau von Mietskasernen in den Wedding verdrängt. Die Großindustriellen rechneten sich aus, dass mit Miete mehr Geld zu verdienen sei als mit der Produktion von Gütern. Außerdem sind Mietwohnungen weniger von der wirtschaftlichen Lage abhängig und bringen immer einen regelmäßigen Ertrag. So wurde aus dem ehemaligen Produktionsgebiet ein reines Arbeiterwohnviertel. Lediglich im Westen Moabits sind noch Industrieanlagen wie beispielsweise die berühmte AEG-Turbinenfabrik erhalten.

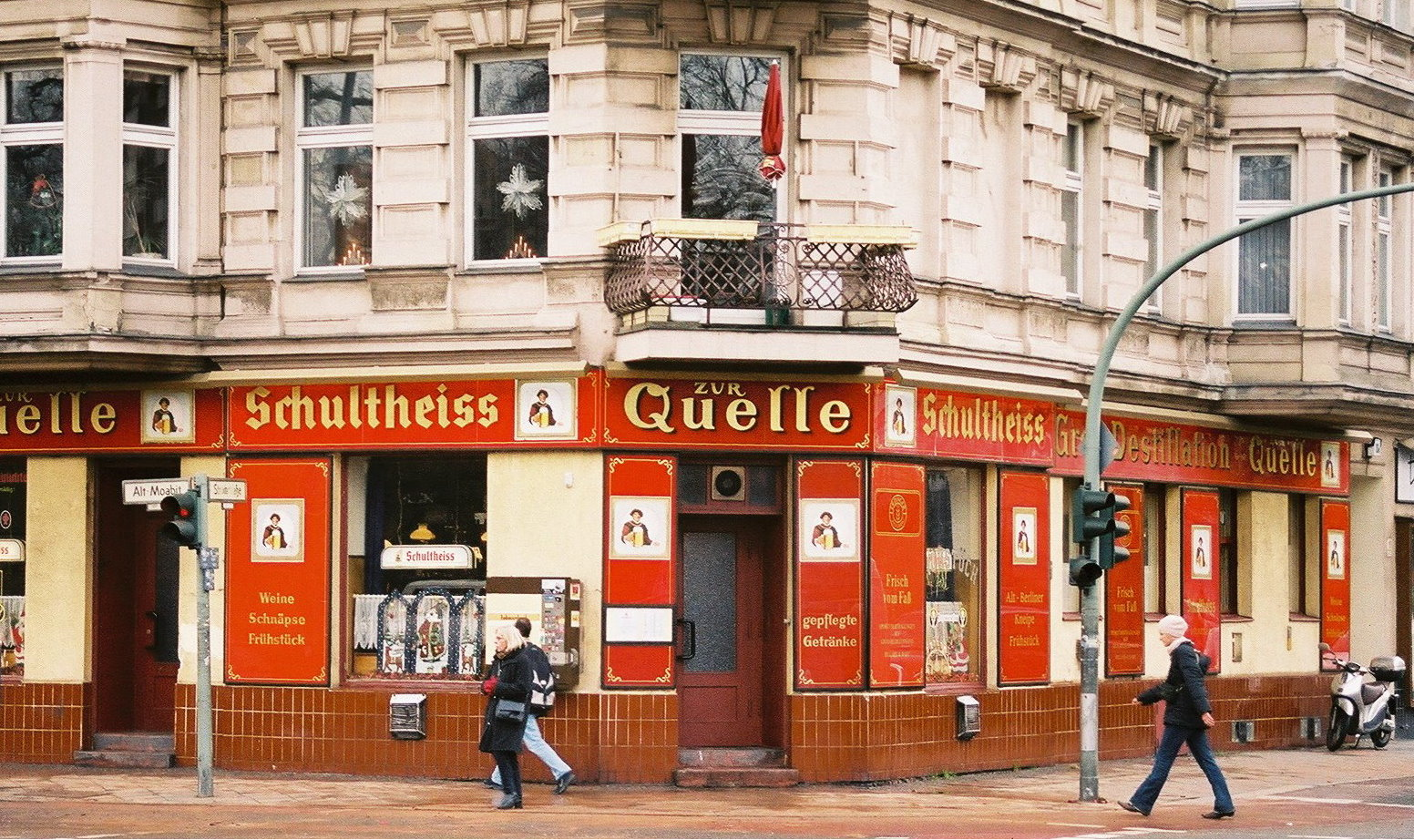
Alt-Berliner Eckkneipe in Moabit

Zur geistlichen Betreuung der überwiegend aus Schlesien stammenden katholischen Arbeiter der Moabiter Industriegebiete wurde im Jahr 1867 mit Unterstützung des Fabrikanten August Julius Albert Borsig, des Sohnes von August Borsig, das erste nachreformatorische Kloster Berlins gegründet, das Dominikanerkloster St. Paulus mit gleichnamiger Pfarrkirche. In den Jahren 1892/1893 wurde das heutige Kirchengebäude im Stil der Neogotik nach Plänen von Engelbert Seibertz an der Oldenburger Ecke Waldenserstraße errichtet. Im September 1910 ereigneten sich die Moabiter Unruhen. 1920 wurde Moabit Teil des neugebildeten Bezirks Tiergarten.

### Arbeiterbewegung

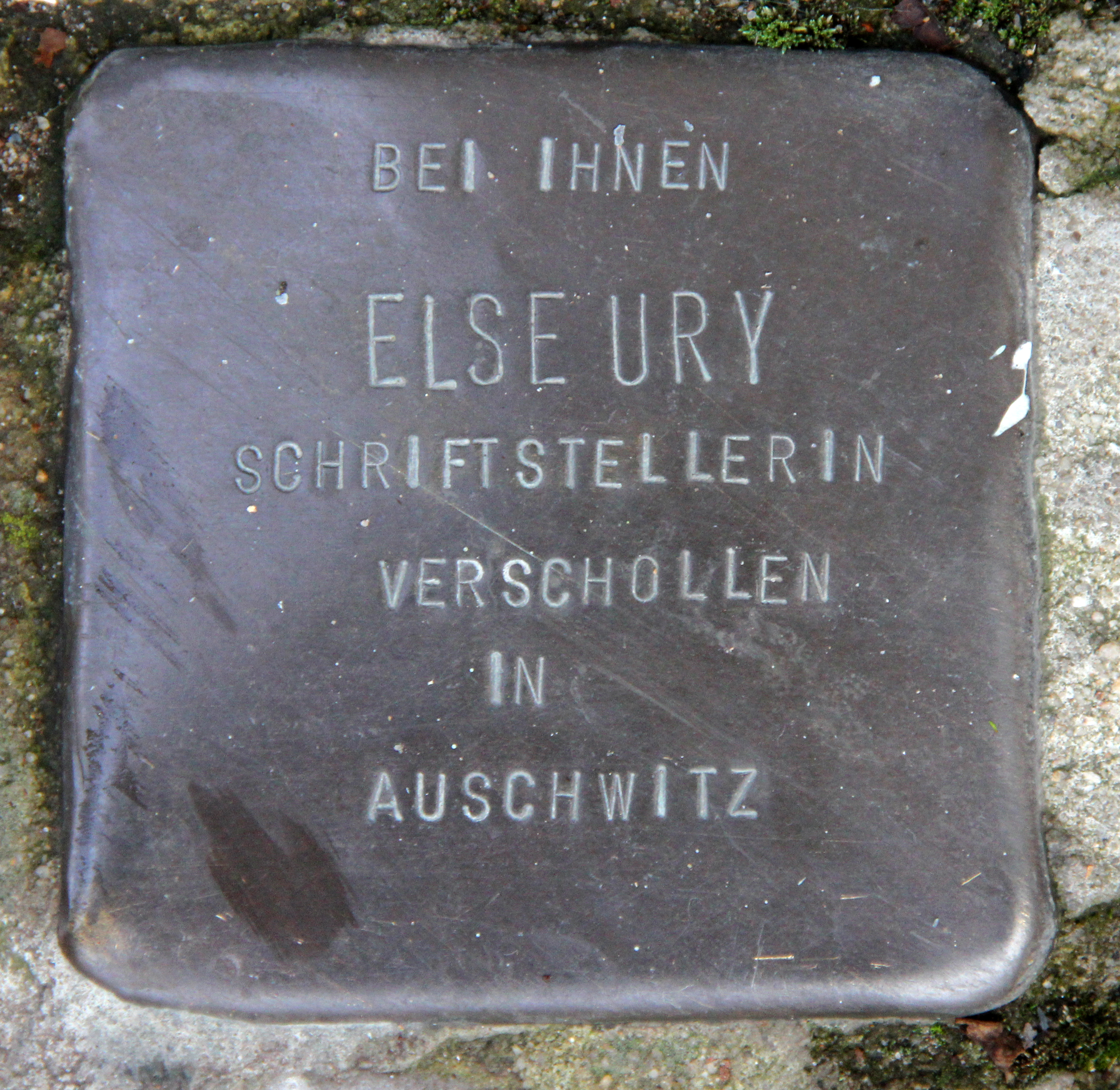
Stolperstein der Kinderbuchautorin Else Ury

Große Teile von Moabit sind traditionelle Arbeiterwohnviertel; Teile davon hatten politisch aktive Bewohner, so beispielsweise der Rote Beusselkiez oder der benachbarte Rostocker Kiez, in denen nach der „Machtergreifung“ durch die Nationalsozialisten im Jahr 1933 kommunistische Widerstandszellen aktiv waren.

### Judenverfolgung
Aus dem Gebiet des heutigen Moabit wurden zwischen 1941 und 1945 mehr als 1900 Juden deportiert. Die meisten von ihnen wurden in den Lagern von Auschwitz, Theresienstadt oder Minsk ermordet. Es wird geschätzt, dass etwa genauso viele Juden ihrer Deportation und Ermordung durch die Flucht ins Ausland entkamen.

### Militär und Bahn
Das ehemalige Pulvermühlenterrain – ein sumpfiges Ödland, auf der in Sicherheitsabständen Pulverfabriken und Depots für Schießpulver angelegt waren – wurde nach 1850 mit Kasernen für Garderegimenter bebaut (Invalidenstraße, Rathenower, Perleberger, Lehrter Straße) und mit dem Spreebogen verbunden. In der Nähe wurden Wohnhäuser für die Offiziere gebaut. Teile des Geländes im Staatsbesitz gingen an die Justiz (Turmstraße), am Südrand wurden Bahnhöfe und der Packhof gebaut. Der Moabiter Werder blieb ein schwieriger Baugrund.

## Bevölkerung
Das Gebiet des heutigen Ortsteils Moabit war trotz der Entwicklung Berlins lange Zeit nahezu unbewohnt. Selbst nachdem die Nutzung als Viehweide geendet hatte, wuchs die Einwohnerzahl nur langsam. Erst nach der Eingemeindung nach Berlin 1861 kam es dann zu einem raschen Anstieg. Vor dem Zweiten Weltkrieg zählte Moabit zu den äußerst dicht besiedelten Arbeitervierteln mit sehr dichter Bebauung. Durch die alliierten Luftangriffe im Zweiten Weltkrieg wurden rund zwei Drittel der Gebäude zerstört, auf einen kompletten Wiederaufbau wurde zugunsten einer offeneren Bebauung verzichtet.
1716: Entstehung der Kolonie Moabit (‚Alt-Moabit‘)

1801: 000 120 Einwohner

1805: 000 201 Einwohner

1818: Entstehung von Neu-Moabit, Zusammenwachsen mit Alt-Moabit zu einer Industrievorortgemeinde

1835: 000 709 Einwohner

1861: 006.534 Einwohner, Eingemeindung nach Berlin

1871: 014.818 Einwohner

1880: 029.693 Einwohner

1910: 190.000 Einwohner
| Jahr | Einwohner |
| ---- | --------- |
| 2007 | 69.491    |
| 2010 | 69.713    |
| 2015 | 76.187    |
| 2020 | 81.021    |
| 2021 | 81.739    |
| 2022 | 84.148    |
| 2023 | 84.113    |
| 2024 | 84.490    |

Quelle: Statistischer Bericht A I 5. Einwohnerregisterstatistik Berlin. Bestand – Grunddaten. 31. Dezember. Amt für Statistik Berlin-Brandenburg (jeweilige Jahre)
Einen Migrationshintergrund (deutsche Staatsbürger + Ausländer) haben 52,9 % der Einwohner von Moabit (Berlin: 36,6 %, Stand: 2021). Der Anteil der ausländischen Bevölkerung beträgt 33,0 %, der Berliner Durchschnitt liegt bei 21,5 %.

## Bauwerke

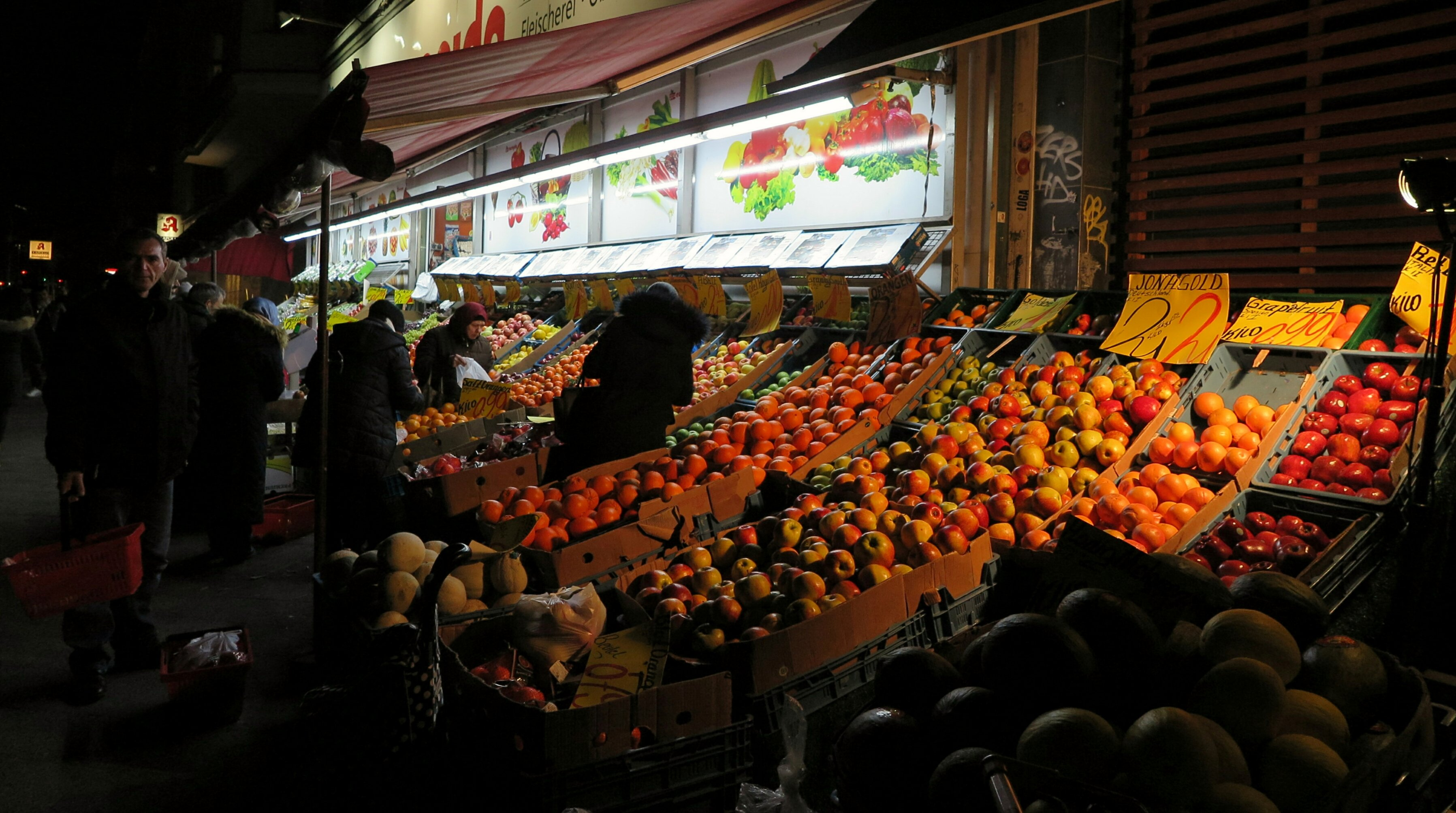
Turmstraße, eine der Haupteinkaufsstraßen

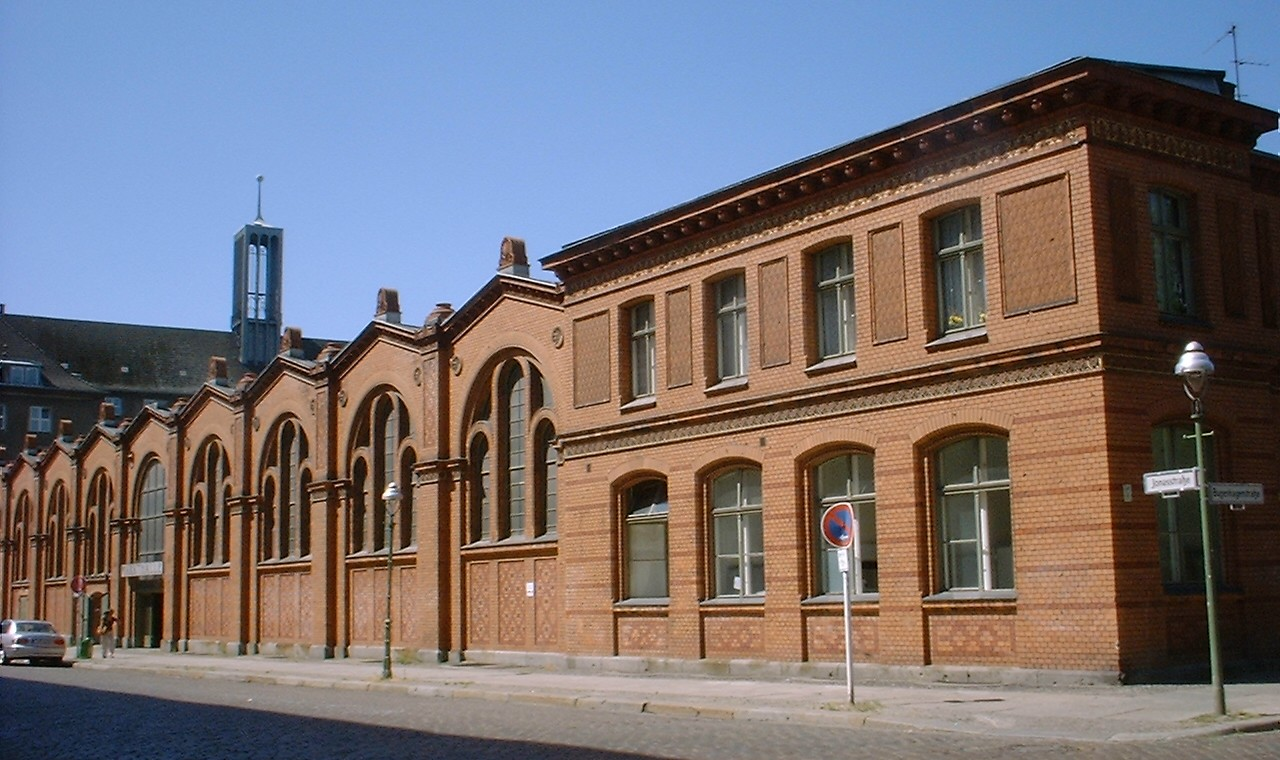
Arminiushalle (Moabiter Markthalle)

### Sakralgebäude

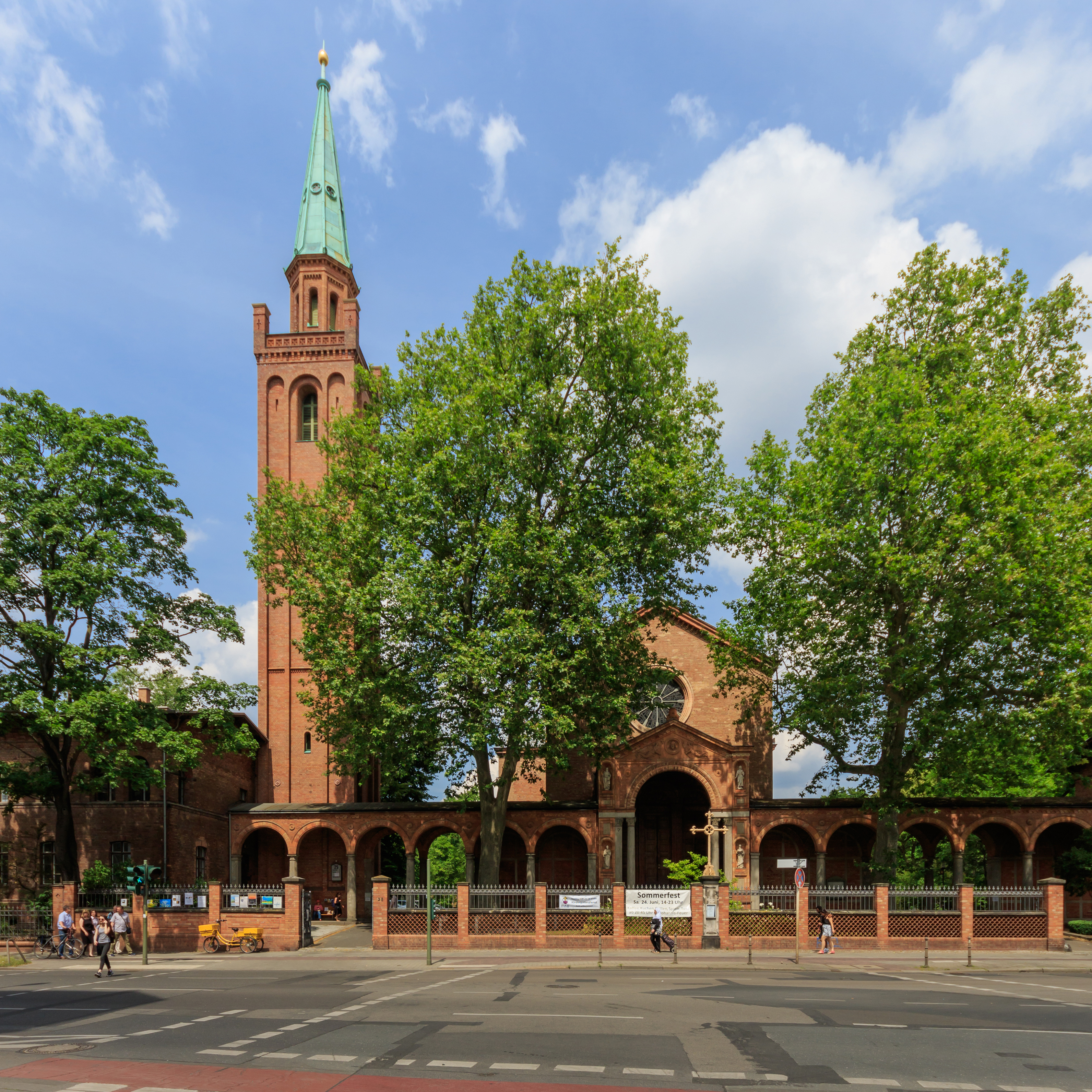
Evangelische Johanniskirche

- Evangelische Kirche St. Johannis an der Straße Alt-Moabit, erbaut 1835 von Karl Friedrich Schinkel, erweitert 1857 von Friedrich August Stüler sowie 1896 von Max Spitta; die Kirche bildet den Point de vue am Ende der Kirchstraße. In einem Nebengebäude der Kirche war vom 16. Juni 2017 bis Oktober 2020 die Ibn-Rushd-Goethe-Moschee untergebracht, eine liberale Moschee deren Gründung im Wesentlichen auf das Engagement der Menschenrechtlerin Seyran Ateş zurückzuführen ist, die hier auch als Imamin tätig ist.
- Evangelische Heilandskirche an der Thusneldaallee zwischen Turmstraße und Alt-Moabit, erbaut 1892–1894 von Friedrich Schulze
- Evangelische Reformationskirche an der Ecke Beussel-/Wiclefstraße, erbaut 1905–1907 nach Plänen des Dombaumeisters Ernst Schwartzkopff durch Georg Dinklage und Ernst Paulus
- Evangelische Erlöserkirche an der Gotzkowskybrücke
- Katholische Kirche St. Paulus, Klosterkirche der Dominikaner an der Oldenburger Straße (s. o.)
- Evangelische Heilige-Geist-Kirche an der Ecke Perleberger Straße/Birkenstraße, 1905/1906 nach Entwürfen von August Dinklage und Ernst Paulus in rotem Backstein

### Wirtschafts-, Verkehrs- und sonstige Gebäude

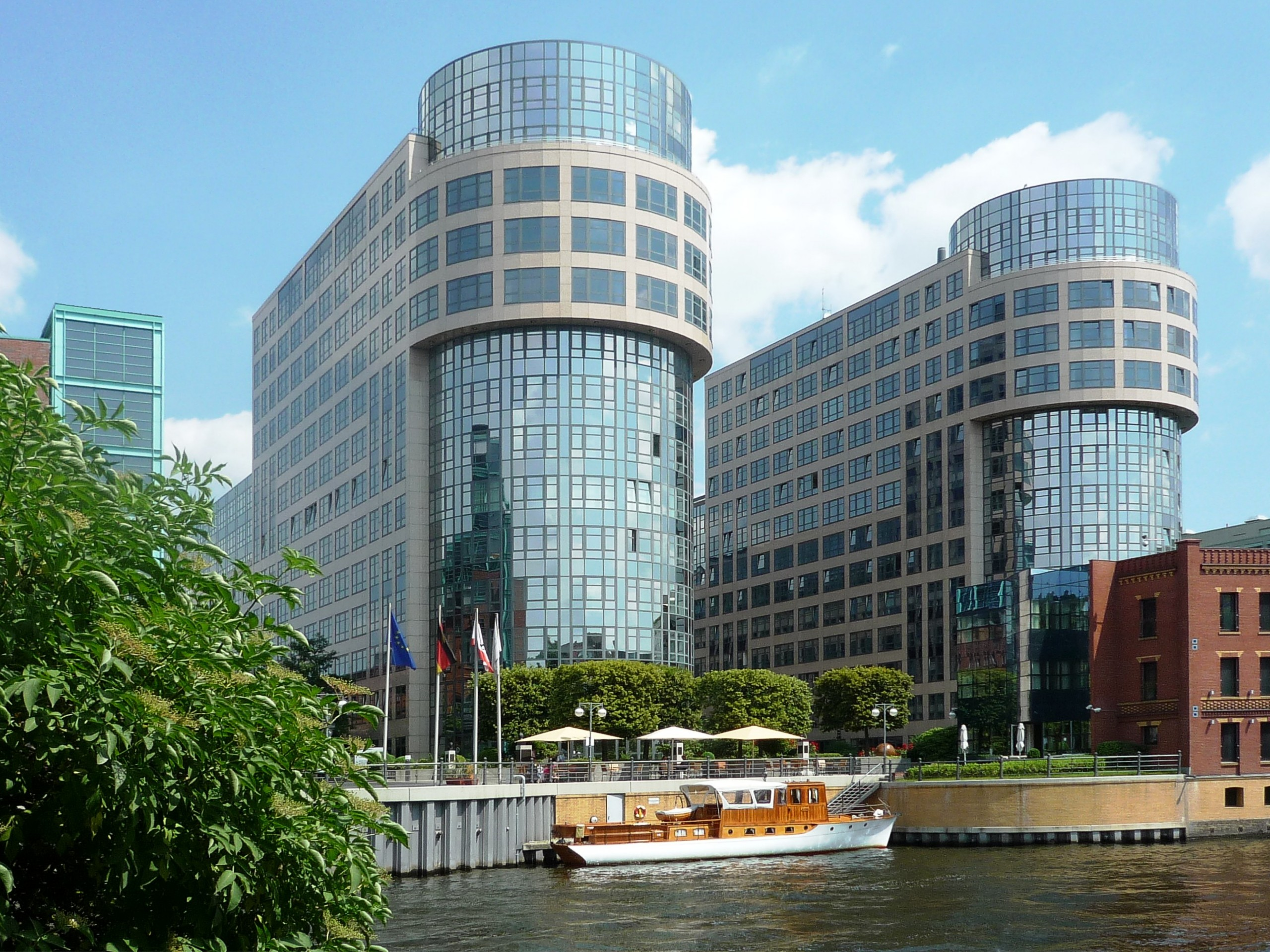
Ehemaliger Sitz des Bundesinnenministeriums am Spree-Bogen

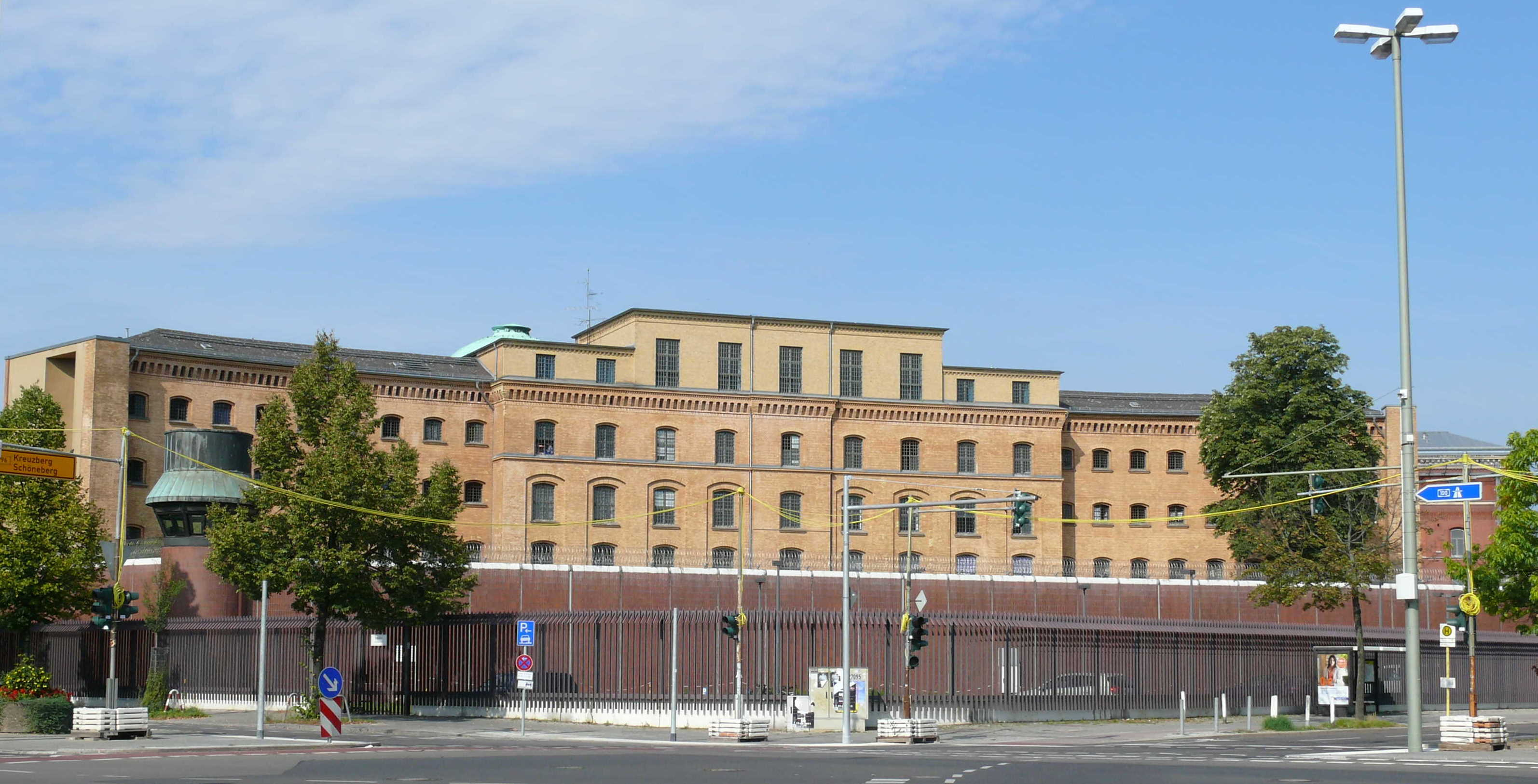
Justizvollzugsanstalt Moabit

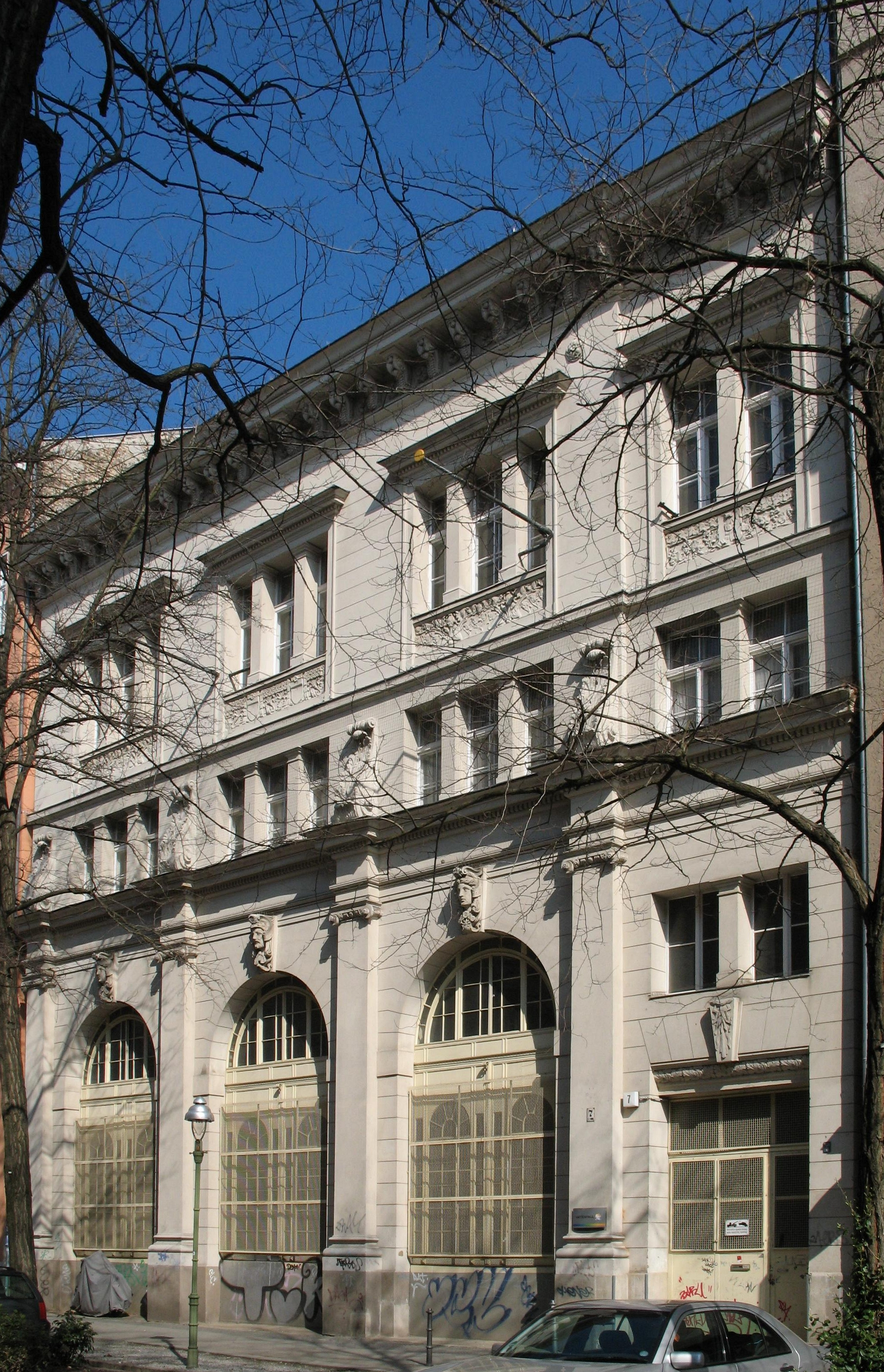
Umspannwerk in der Wilhelmshavener Straße 7 von Franz Schwechten und O. Springmann; mittlerweile Nutzung als Galerielager

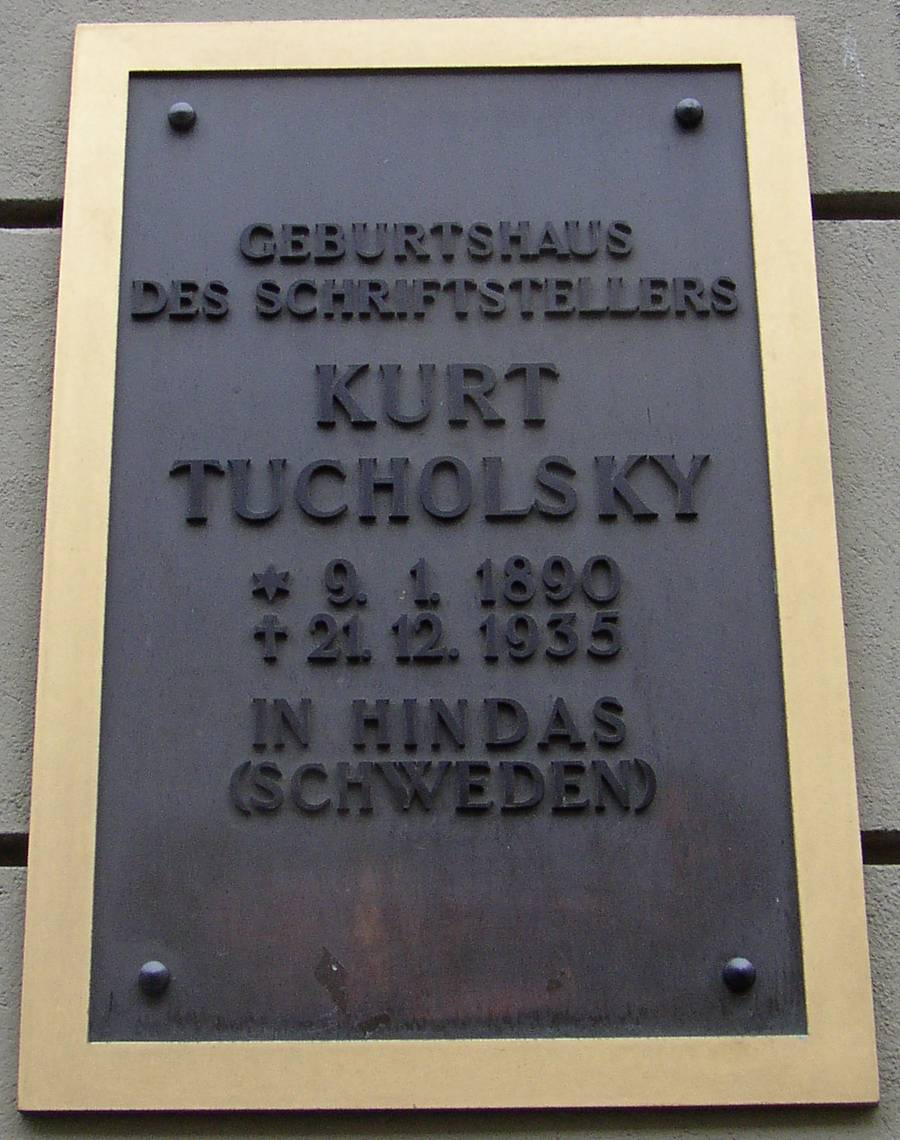
Gedenktafel am Tucholsky-Geburtshaus

- Hamburger Bahnhof, erbaut 1846/1847, seit dem Umbau durch Josef Paul Kleihues 1990–1996 Museum für Gegenwart
- Schultheiss-Brauerei, Stromstraße, auch bekannt als Sudhaus, erbaut 1871/1896 von Friedrich Koch, 2018 als Einkaufszentrum Schultheiss Quartier umgebaut
- Justizvollzugsanstalt Moabit erbaut 1877–1882 als Untersuchungsgefängnis und Kriminalgericht, letzteres im Zweiten Weltkrieg zerstört, das Gefängnis erhalten und in Betrieb
- Moabiter Markthalle erbaut 1891 von Hermann Blankenstein
- kombiniertes Gebäude für Stellwerk Mwt und Wasserturm des Güterbahnhofs Moabit erbaut 1892 von Karl Cornelius an der Beusselbrücke
- Kraftwerk Moabit, erbaut 1899–1901 als zweites Berliner Drehstrom-Kraftwerk nach Plänen von Franz Schwechten
- Kriminalgericht Moabit errichtet 1902–1906 als Erweiterung des Kriminalgerichts Moabit nach Plänen von Paul Thoemer im Wilhelminischen Stil
- AEG-Turbinenfabrik, erbaut 1909 von Peter Behrens, bedeutendes Beispiel der Industriearchitektur in Deutschland
- Westhafen, erbaut 1914–1927 in mehreren Etappen nach Plänen des Stadtbaurats Friedrich Krause mit von Richard Wolffenstein gestalteten Hafengebäuden; größter Hafen Berlins
- Poststadion, erbaut 1926–1929 von Georg Demmler
- Rathaus Tiergarten, erbaut 1935–1937 von Richard Ermisch, ein Beispiel der Architektur in der Zeit des Nationalsozialismus
- Abwasser-Pumpwerk Alt-Moabit, entworfen 1978 und erbaut 1985–1987 von Oswald Mathias Ungers
- Berliner Großmarkt mit Fruchthof Berlin in der Beusselstraße
- Berlin Hauptbahnhof, erbaut zwischen 1995 und 2006, entworfen von Meinhard von Gerkan
- Berliner Dienstsitz des Bundesinnenministeriums, 2015 fertiggestellt

Schwengelpumpen
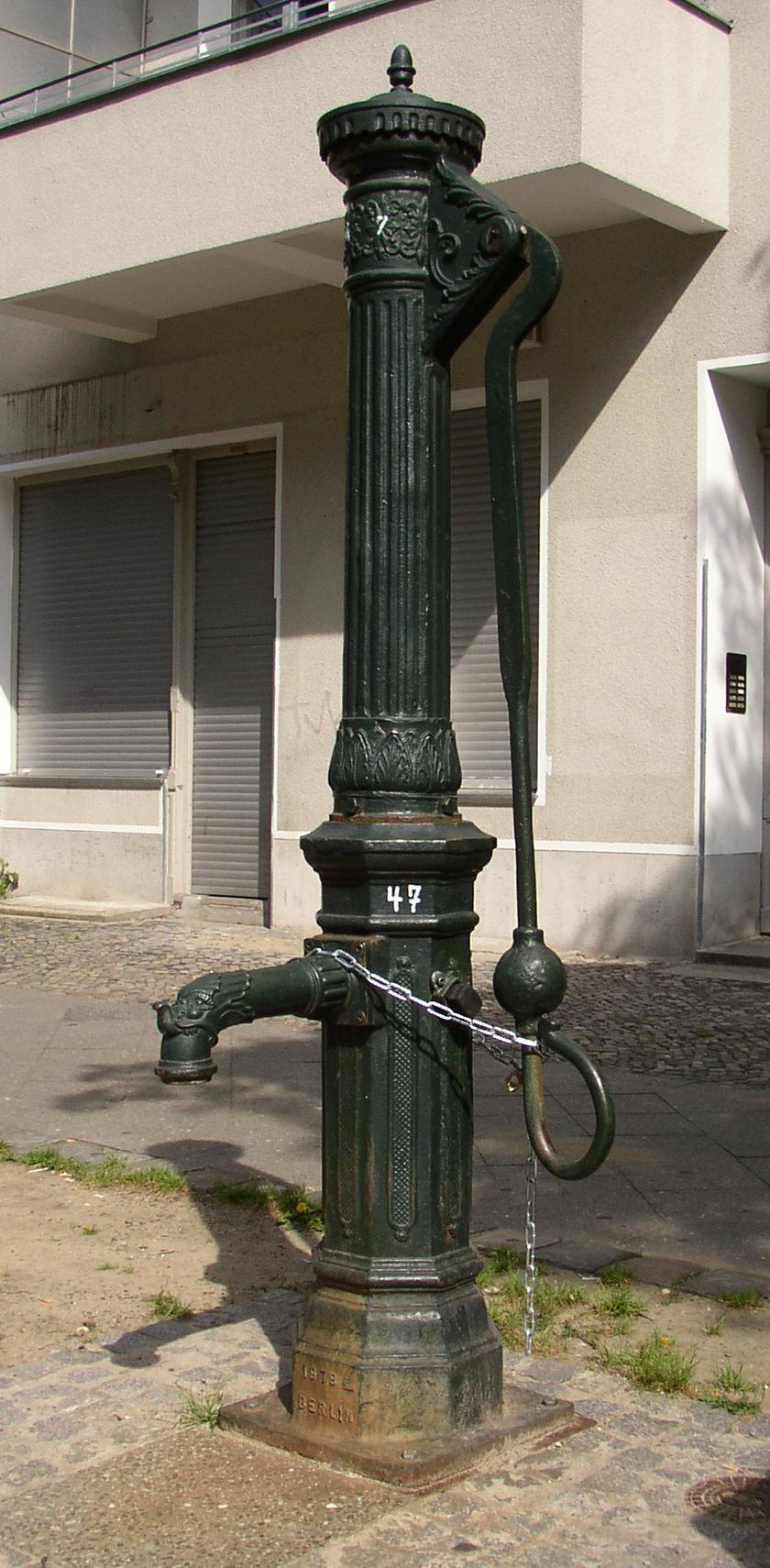
Nr. 47, Wiclefstraße
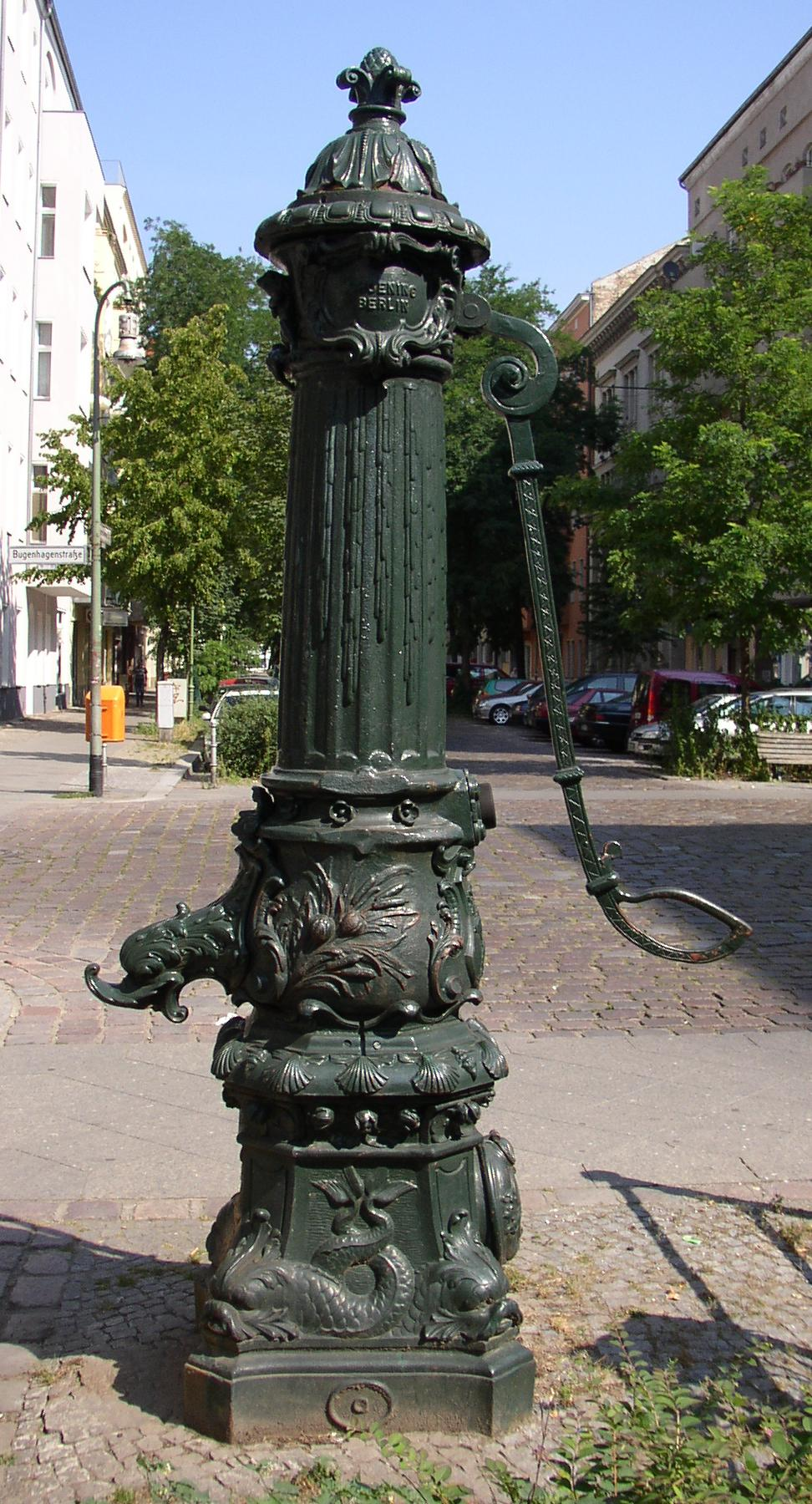
Nr. 63, Wilhelmshavener Straße
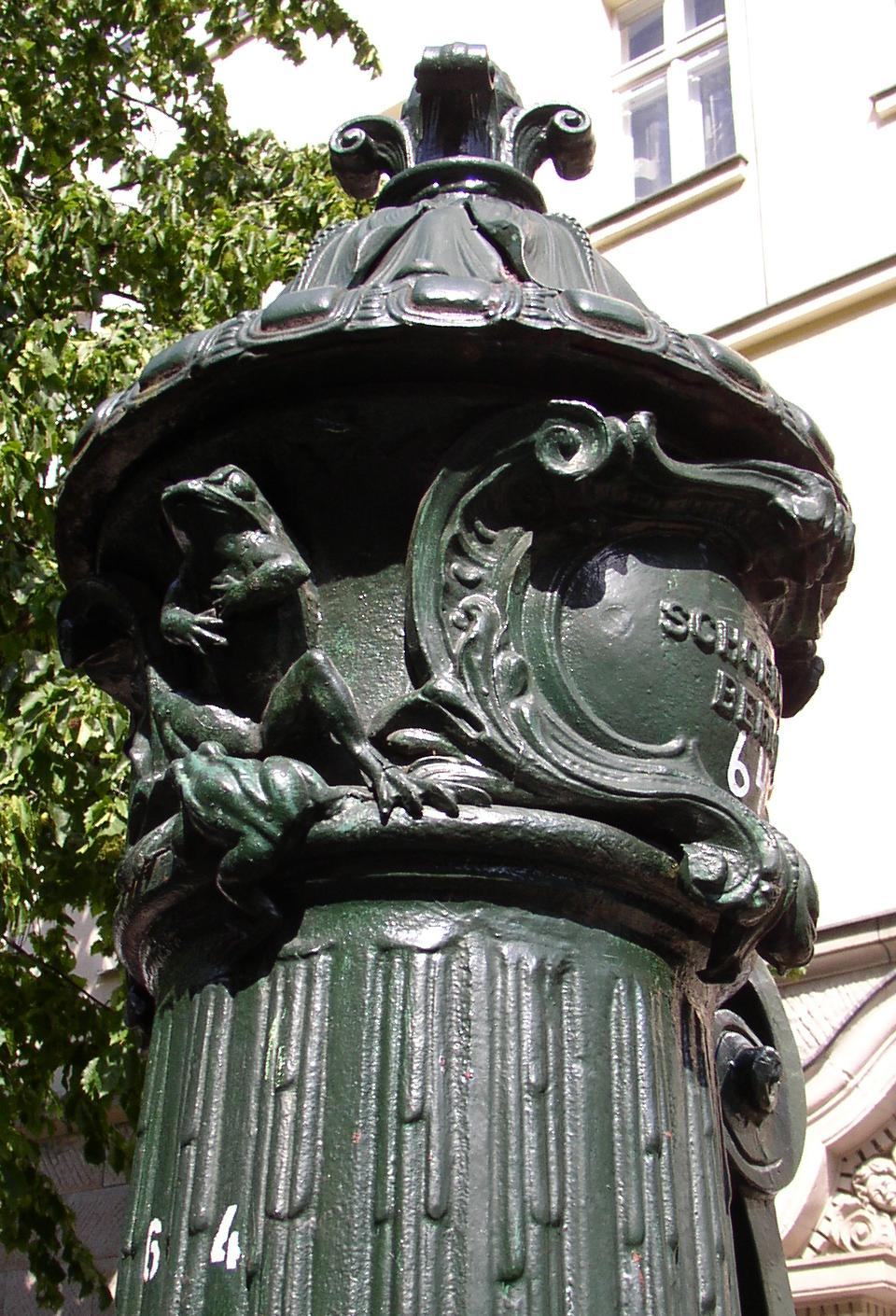
Nr. 64 (Detail), Wilhelmshavener Straße
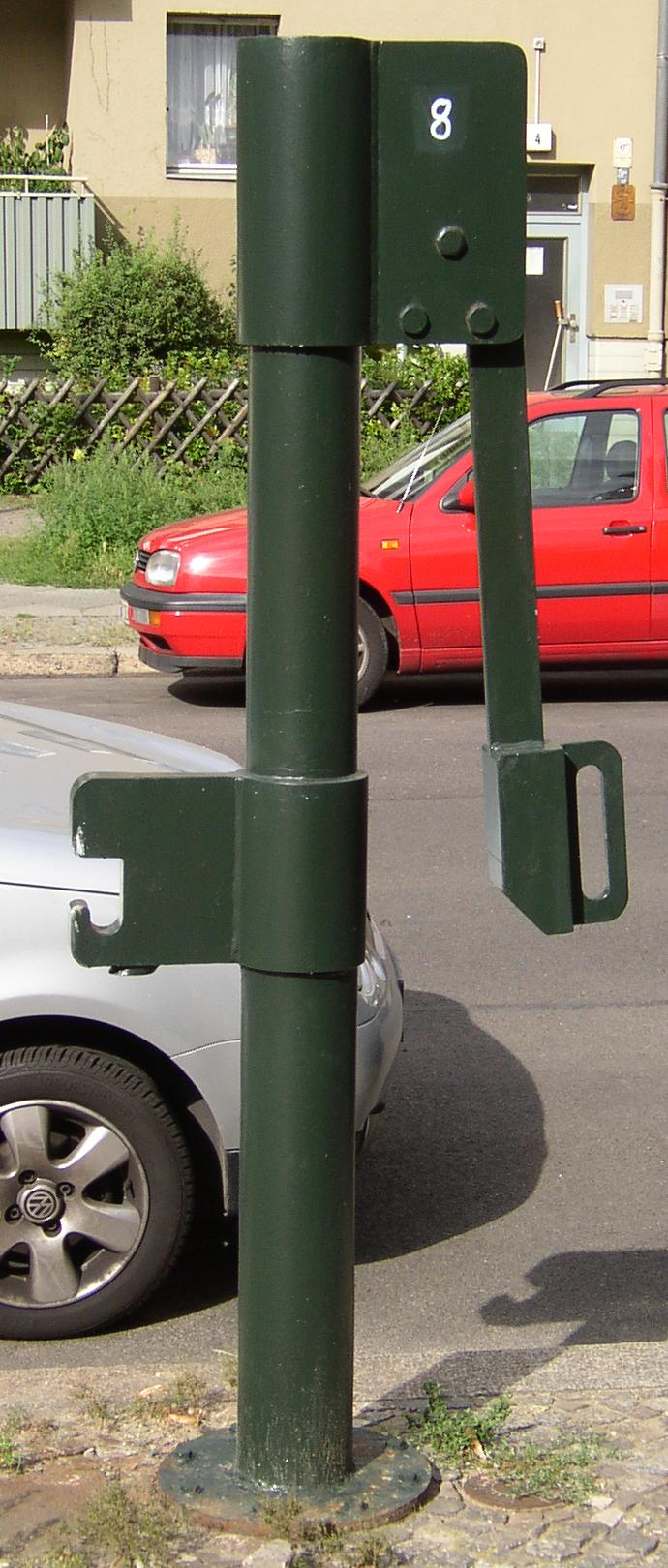
Nr. 8, Birkenstraße

### Wohnbauten
- Reformmietshaus Sickingenstraße 7/8 von Alfred Messel
- Wohnhaus von Hans Kollhoff in der Huttenstraße aus den 1990er Jahren
- Gründerzeitviertel im Stephankiez
- Wohnhaus von Kurt Tucholsky in der Lübecker Straße 13
- Wohnhaus in der Birkenstraße 49 im Stephankiez, 1872 durch Julius Albert Egerland errichtet, 1884 kaufte es Albert Borsig, der Sohn des Gründers der Borsigwerke August Borsig. Das Haus zeichnet sich durch eine feingliedrige, axial gegliederte Stuckfassade in klassizistischer Tradition aus. Die spätklassizistische Bauweise wurde von der Schinkelschule beeinflusst. Die Fensterrahmungen bestehen aus korinthischen Pilastern mit Giebelgebälk, in der ersten Etage findet man das Relief kämpfender Löwen. Als Dekor dient Konsolgesims, Mäander- und Blattwerkfriese, Zahnschnitt und Rosettenfriese. 1988/1989 wurde das Gebäude schonend saniert und die Fassade restauriert.
- „Abgeordneten-Schlange“ oder „Wohnschlange“, ein langgezogenes und in Wellenform erbautes Wohnhaus für Bundestagsabgeordnete und für Bedienstete des Bundes in Berlin auf dem Moabiter Werder

### Plätze
Im Jahr 1880 wurde der Stephanplatz als Mittelpunkt des Stephankiezes angelegt. In den umgebenden Straßen befinden sich viele Häuser aus der Gründerzeit mit reich dekorierten Stuckfassaden aus den Jahren von 1880 bis 1890, die inzwischen fast alle restauriert worden sind. Als auffällige Fassadenelemente dienen Fensterbrüstungen, die mit Terrakotta geschmückt sind, die Ziegel teilweise glasiert.
Auf dem Platz befindet sich ein Spielplatz mit Fußballfeld und Skateranlage, außerdem sind Sitzmöglichkeiten vorhanden. Hier hat auch der Stadtteilladen des Vereins BürSTE (Bürger für den Stephankiez in Mitte) seinen Sitz.

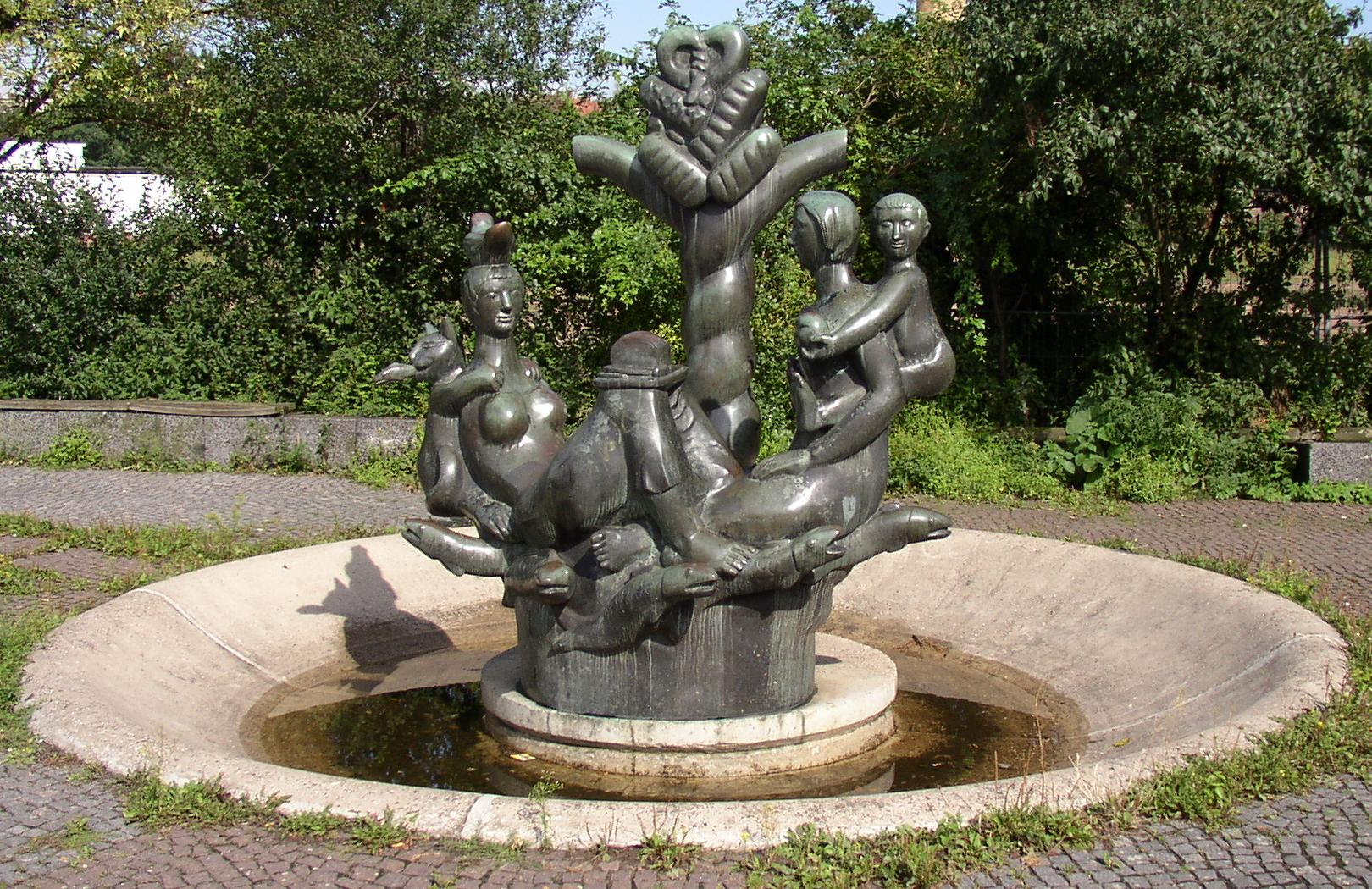
Paech-Brunnen an der Stephanstraße

Ebenfalls auf dem Stephanplatz befindet sich ein „Cafe Achteck“: Auf einem achteckigen Grundriss wurde hier im Jahr 1899 eine Bedürfnisanstalt aufgestellt. Die Außenwände bestehen aus grün gestrichenen und ornamental verzierten Gusseisenwänden, die zwischen gusseisernen Pfosten eingespannt sind. Auf der Oberseite ist eine Fensterreihe mit verglasten und kreuzförmig vergitterten Öffnungen eingebaut. Als Dachkrönung dient eine achtseitige Lüftungshaube. Die drei Bedürfnisstände sind durch Schieferplatten getrennt und haben Rinnen im Boden. Der Eingang ist durch eine dreiseitige Schutzwand verdeckt. Ende des 19. Jahrhunderts wurde durch die Einrichtung öffentlicher Bedürfnisanstalten eine deutliche Verbesserung der hygienischen Verhältnisse erzielt. Heute dient das „Café Achteck“ als berlintypisches Fotomotiv.

### Denkmäler
- Mahnmal aus Cortenstahl vor dem Standort der ehemaligen Synagoge, Levetzowstraße 7/8
- Deportationsmahnmal Putlitzbrücke, ein Mahnmal zur Erinnerung an die Deportation von Juden aus Deutschland auf der Ostseite der Putlitzbrücke
- Denkmal mit einer Portraitbüste von Wilhelm Schwartz aus Bronze auf dem Spielplatz Wilsnacker Straße (derzeit beschädigt)
- Geschichtspark‚ ehemaliges Zellengefängnis Moabit
- Friedensstatue (Kopie des Originals, das in Seoul steht) auf dem Unionsplatz zum Gedenken an die Trostfrauen im Zweiten Weltkrieg in Asien: eine sitzende Bronzefigur in Lebensgröße, daneben ein leerer Stuhl.[14]

## Kunst und Kultur
In Moabit befinden sich zahlreiche Möglichkeiten für Künstler, ihre Werke auszustellen und einem breiten Publikum zugänglich zu machen. Seit 2006 finden einmal jährlich die Moabiter Kulturtage ‚Inselglück‘ statt, organisiert vom Kunstverein Tiergarten e. V., der auch die Galerie Nord betreibt. Auch die Kulturfabrik Moabit ist über Moabit hinaus bekannt: Hier finden zahlreiche kulturelle Veranstaltungen, Konzerte und Lesungen statt. Im Sommer laufen im Freiluftkino der Kulturfabrik kostenlos aktuelle Filme und Klassiker.
Die früheren Kinos des Ortsteils – als ehemalige Arbeitergegend hatte Moabit seit Beginn der Kinogeschichte bis in die 1960er Jahre eine hohe Konzentration an Kinos – wurden bis Ende der 1970er Jahre alle geschlossen. 1991 nahm mit dem Filmrauschpalast in der Kulturfabrik Moabit in der Lehrter Straße ein neues Programmkino seinen Spielbetrieb auf. Seit 2011 setzt sich die Initiative „Kino für Moabit“ in der Trägerschaft des Moabiter Filmkultur e. V. für eine Erneuerung der Moabiter Filmkultur ein und veranstaltet regelmäßig Filmabende als Wanderkino.
Im ehemaligen Empfangsgebäude des Hamburger Bahnhofs befindet sich seit 1996 das Museum für Gegenwart. Es ist Teil der Nationalgalerie und beherbergt deren Sammlungsteil der zeitgenössischen Kunst ab 1960. 2004 wurde die Ausstellungsfläche des Museums durch die Nachnutzung benachbarter Hallen der Spedition Rieck um 6000 m² erweitert, um Teile der Friedrich Christian Flick Collection präsentieren zu können.
Seit 2012 befindet sich auf dem Gelände des Stadtgartens Moabit im ehemaligen Güterbahnhof Berlin-Moabit das Zentrum für Kunst und Urbanistik (ZK/U). Gegründet vom Künstlerkollektiv KUNSTrePUBLIK, lädt das ZK/U zu regelmäßigen Veranstaltungen wie Gütermarkt, Speisekino und dem monatlichen OPENHAUS. Vor Ort arbeiten und wohnen internationale Künstler und Stadtforscher und befassen sich entlang zeitgenössischer Fragestellungen mit dem Phänomen ‚Stadt‘.
Das Dodohaus hat sich zur Aufgabe gemacht, die Kunst im Kiez zu fördern. Das Afrikahaus ist ein Ort der Begegnungen mit wechselnden Ausstellungen und kulturellen Veranstaltungen. Der Kunst im öffentlichen Raum widmet sich das Projekt Kurt-Kurt, das seine Räume im Geburtshaus von Kurt Tucholsky in der Lübecker Straße hat. 2014 entstand in Moabit die Lesebühne für Junge Literatur „Hauser & Tiger“, benannt nach Tucholskys Pseudonymen ‚Kaspar Hauser‘ und ‚Theobald Tiger‘.

## Verkehr
Moabit wird von der S-Bahn und Straßenbahn tangiert und der U-Bahn durchquert.
Im Norden verläuft der S-Bahn-Ring mit den S-Bahn-Stationen Beusselstraße und Westhafen. Hier befand sich auch der Güterbahnhof Moabit. Zwischen 1941 und 1945 wurden über 30.000 Berliner Juden von der zur Sammelstelle umfunktionierten Synagoge Levetzowstraße durch die Moabiter Straßen zum Güterbahnhof Moabit an der Quitzowstraße getrieben. Von dort fuhren die Deportationszüge zu den Ghettos und Vernichtungslagern der Nationalsozialisten.

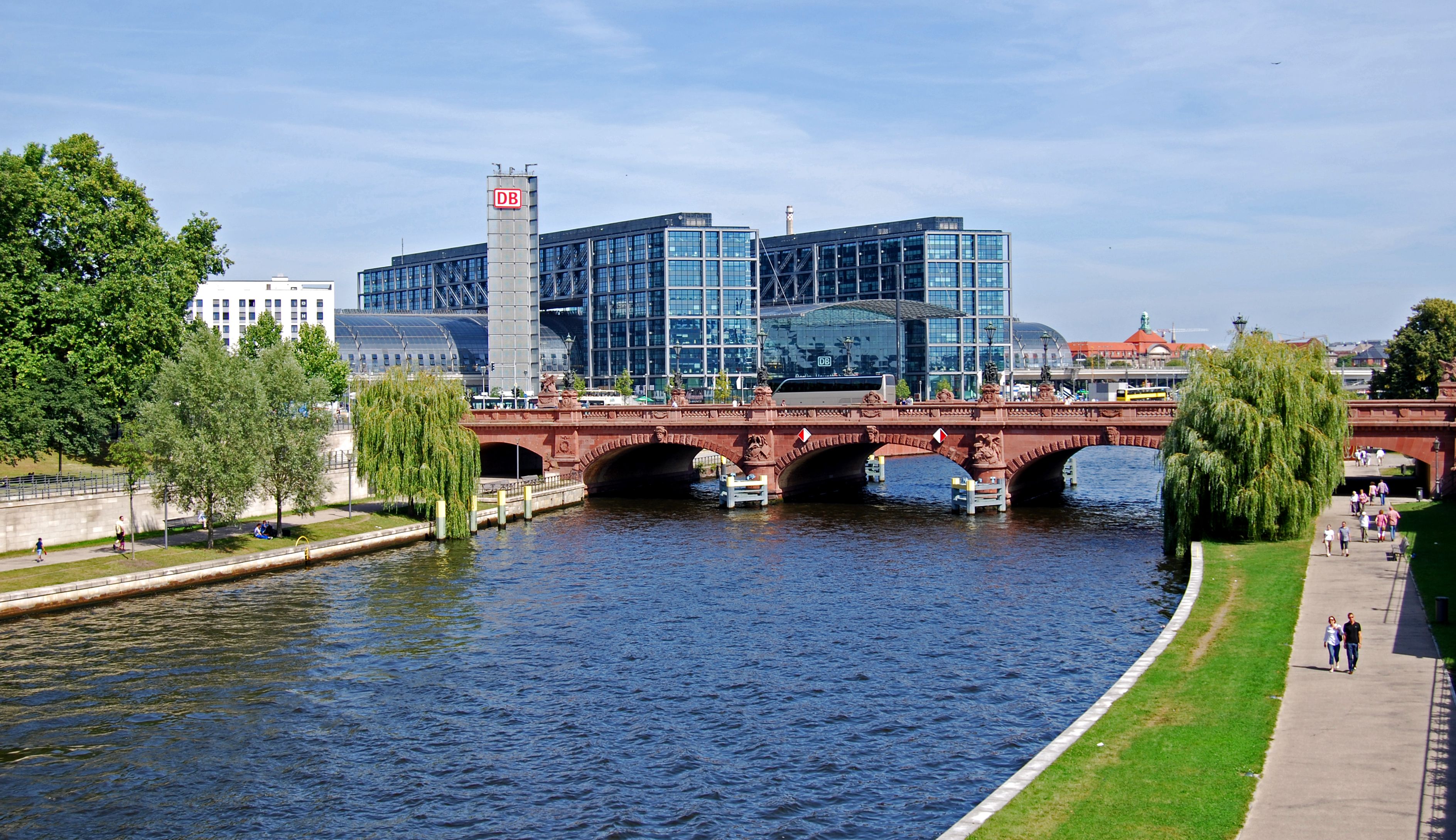
Berlin Hauptbahnhof

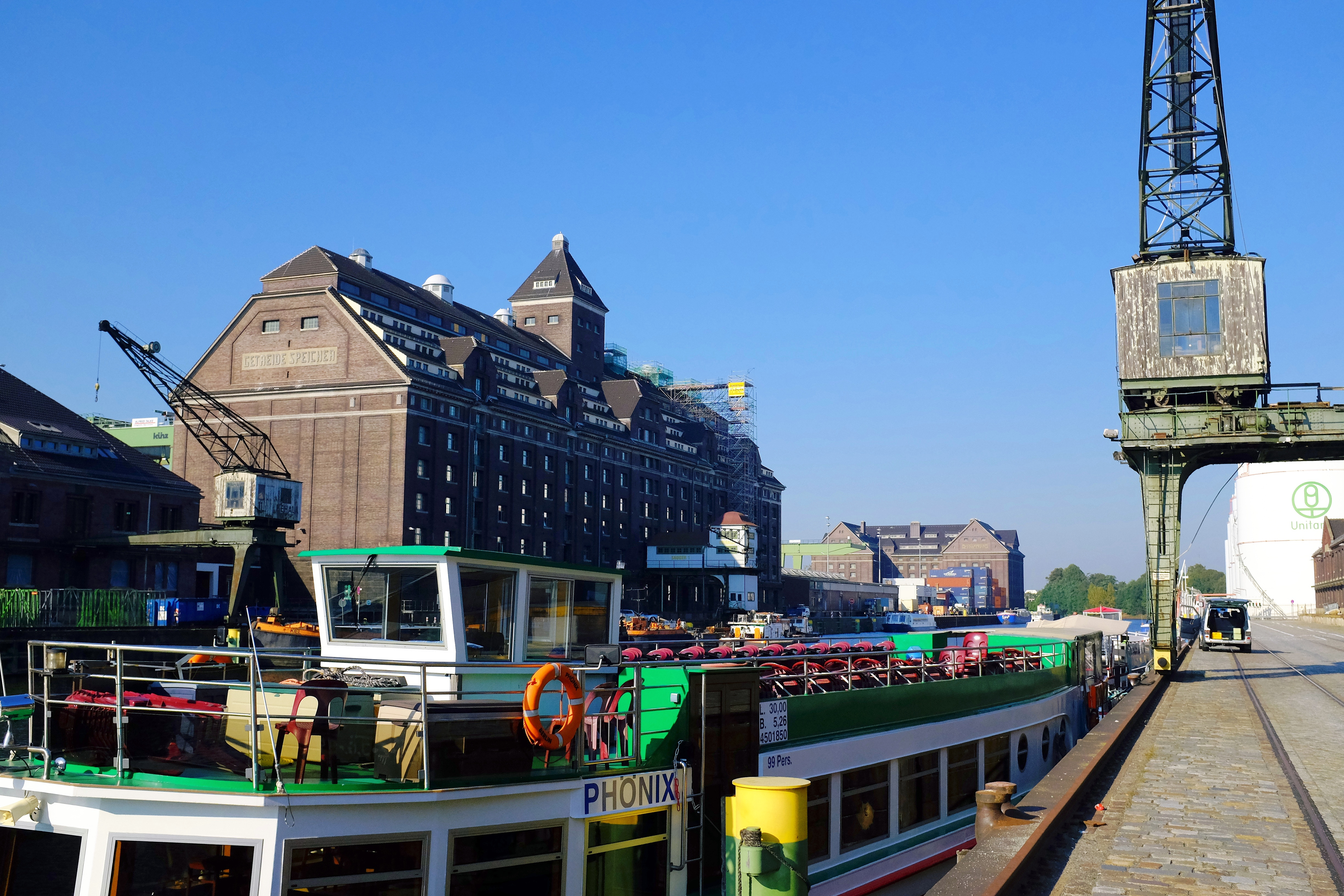
Westhafen

Im Süden schneidet die Stadtbahn mit der Station Hauptbahnhof den Ortsteil. Die U-Bahn-Linie U9 durchquert Moabit mittig in Nord-Süd-Richtung mit den Bahnhöfen Westhafen, Birkenstraße und Turmstraße. Zusätzlich verläuft der nördliche Abschnitt des Berliner Regional- und Fernbahnnetzes parallel zur S-Bahn mit Abzweigung zum Hauptbahnhof. Geplant ist die Einrichtung der Station Perleberger Brücke im Zuge des Bauprojektes S21, die den Ortsteil von Nord nach Süd durchqueren soll und den Hauptbahnhof in Tieflage anbinden wird.
Seit 14. Dezember 2014 können Fahrgäste den östlichen Teil von Moabit mit der Straßenbahn erreichen. Im Zuge der besseren Verkehrsanbindung des Ortsteils wurde 2023 die Straßenbahnlinie M10 entlang der Invalidenstraße, Alt-Moabit, Rathenower Straße und Turmstraße zum U-Bahnhof Turmstraße verlängert.
Im Rahmen des sogenannten 200-Kilometer-Plans war eine Verlängerung der heutigen U-Bahn-Linie U5 vom Alexanderplatz bis zum Bahnhof Jungfernheide und weiter bis zum damaligen Flughafen Tegel geplant. Diese Verlängerung sollte auch den U-Bahnhof Turmstraße mit Umsteigemöglichkeit zur U9 kreuzen. Hierfür wurde am U-Bahnhof Turmstraße bereits ein Zwischengeschoss erbaut, das inzwischen teilweise für einen zusätzlichen Ausgang zur südlichen Straßenseite der Turmstraße genutzt wird. Nach den derzeitigen Planungen wird die Verlängerung der U5 bis Jungfernheide bzw. zum ehemaligen Flughafen Tegel nicht mehr verfolgt. Stattdessen ist eine Verlängerung vom Alexanderplatz bis zum Hauptbahnhof im Bau. Der Teilabschnitt vom Brandenburger Tor über den Platz der Republik bis zum Hauptbahnhof wurde am 8. August 2009 als kurze Pendellinie U55 in Betrieb genommen und am 17. März 2020 wieder eingestellt. Diese Trasse wird seit Dezember 2020 von der verlängerten Linie U5 genutzt.

## Öffentliche Einrichtungen

### Schulen

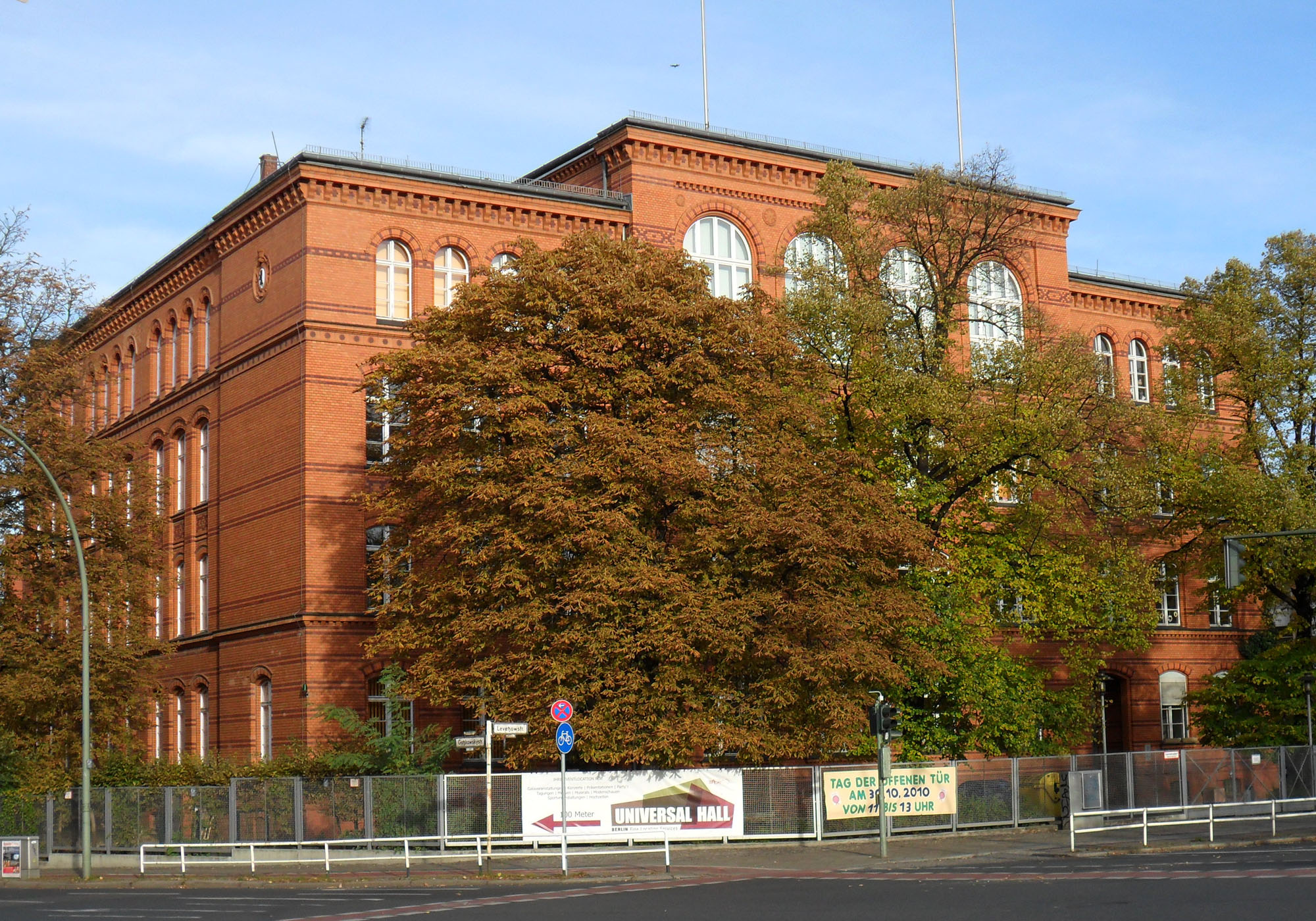
Miriam-Makeba-Grundschule

- 1. Moabiter Grundschule, Paulstraße 28
- James-Krüss-Grundschule, jetzt: Theodor-Heuss-Gemeinschaftsschule, Siemensstraße 20, 3. Grundschule in Moabit
- Anne-Frank-Grundschule, Paulstraße 20b (früher in der Turmstraße)
- Miriam-Makeba-Grundschule, Zinzendorfstraße 15/16 (Zusammenschluss der Wartburg- mit der Gotzkowsky-Schule)
- Katholische Schule Sankt Paulus, private Grundschule, Waldenserstraße 27
- Kurt-Tucholsky-Grundschule, Rathenower Straße 18
- Carl-Bolle-Grundschule, Waldenserstraße 21
- Heinrich-von-Stephan-Gemeinschaftsschule, Neues Ufer 6
- Moses-Mendelssohn-Oberschule, Stephanstraße 2
- Hedwig-Dohm-Oberschule, Stephanstraße 27
- Rosalind-Franklin-Gymnasium, Turmstraße 75[24]
- Oberstufenzentrum Banken und Versicherungen, Alt-Moabit 10
- Berlin-Kolleg Institut zur Erlangung der Hochschulreife, Turmstraße 75
- Staatliche Technikerschule, Bochumer Straße 8b
- Verwaltungsakademie Berlin, Turmstraße 68

### Krankenhäuser
Das Krankenhaus Moabit, das in der Turmstraße 21 jahrzehntelang weit über die Grenzen Moabits hinaus bekannt war, besteht inzwischen nicht mehr als Gesamtkrankenhaus. Nach der Schließung im Jahr 2001 sind dort zahlreiche Arztpraxen und eine Krankengymnastikschule eingezogen.

### Bibliotheken
- Bruno-Lösche-Bibliothek, Perleberger Straße 33
- Kurt-Tucholsky-Bibliothek, Rostocker Straße 32b

## Persönlichkeiten

### Söhne und Töchter des Ortsteils
- Ernst Borsig (1869–1933), Großindustrieller
- Eberhard Faden (1889–1973), Lehrer und Historiker
- Kurt Tucholsky (1890–1935), Schriftsteller, in der Lübecker Straße 13 geboren (Gedenktafel)
- Paul Westermeier (1892–1972), Schauspieler, in der Rathenower Straße 45 geboren
- Wilhelm Wissmann (1899–1966), Sprachwissenschaftler
- Klaus Zweiling (1900–1968), Philosoph
- Hans Biallas (1903–1977), NS-Funktionär
- Friedrich Willy Teutloff (1903–1992), Modeunternehmer
- Rudolf Wilhelm (1905–1977), Fußballspieler
- Sebastian Haffner (1907–1999), Publizist und Schriftsteller
- Herta Zerna (1907–1988), Schriftstellerin
- Herbert Meschkowski (1909–1990), Mathematiker
- Benno von Knobelsdorff-Brenkenhoff (1915–2002), Offizier und Historiker
- Henryk Skrzypczak (1926–2017), Historiker
- Michael Weidt (* 1946), Fotograf
- Christian Schodos (* 1965), Schauspieler und Sänger
- Sebastian Böhm (* 1972), Objektkünstler
- Marvin Game (* 1991), Musiker und Moderator

### Mit Moabit verbundene Persönlichkeiten
- Georg Christian Beussel (1774–1864), Gutsbesitzer in Moabit, nach ihm ist die Beusselstraße benannt
- Carl Bolle (1832–1910), Gründer der Meierei C. Bolle in Alt-Moabit 98 (Gedenktafel)
- Georg Dinklage (1849–1926), Architekt der Heilige-Geist-Kirche und Reformationskirche
- Oskar Frenzel (1855–1915), impressionistischer Maler, lebte in der Birkenstraße 71
- Ottilie Pohl (1867–1943), Stadtverordnete der USPD, Widerstandskämpferin gegen den Nationalsozialismus, lebte in der Beusselstraße 43 (Gedenktafel)
- Alfred Saltzgeber (1872–1936), Gefangenenseelsorger in der Untersuchungshaftanstalt Moabit
- Eugen Wolbe (1873–1938), Lehrer an der Fichte-Realschule (heute: Moses-Mendelssohn-Oberschule) (Gedenktafel)
- Georg Rosenthal (1874–1934), Pädagoge, Lehrer am Luisengymnasium
- Elisabeth Abegg (1882–1974), Widerstandskämpferin gegen den Nationalsozialismus, Lehrerin am Luisengymnasium
- Günther Dehn (1882–1970), Pfarrer an der Reformationskirche (Gedenktafel)
- Ernst Kaeber (1882–1961), Historiker, Direktor des Berliner Landesarchivs, lebte in der Dortmunder Straße 6 (Gedenktafel)
- Siegbert Springer (1882–1938), Jura-Repetitor, lebte in der Spenerstraße 15 (Gedenktafel)
- Elfriede Heisler (1885–1919), Schauspielerin, lebte in der Wullenweberstraße 11
- Sabina Spielrein (1885–1942), Psychoanalytikerin, lebte in der Thomasiusstraße 2 (Gedenktafel)
- Willi Worpitzky (1886–1953), Fußballspieler, in Moabit aufgewachsen
- Wilhelm Fitzner (1891–1950), Widerstandskämpfer gegen den Nationalsozialismus, Rechts- und Steuerberater in Moabit
- Helmut Hitzigrath (1891–1950), Pfarrer in Moabit
- Bernhard Zessin (1900–1983), Widerstandskämpfer gegen den Nationalsozialismus, in Moabit aufgewachsen
- Mohamed Helmy (1901–1982), Gerechter unter den Völkern, lebte in der Krefelder Straße 7 (Gedenktafel)
- Menachem Mendel Schneerson (1902–1994), „Rebbe“ der Chabad-Bewegung, lebte am Hansa-Ufer 7 (Gedenktafel)
- Max Riedel (1903–1990), Widerstandskämpfer gegen den Nationalsozialismus, in Moabit aufgewachsen
- Werner Forßmann (1904–1979), Mediziner und Nobelpreisträger, arbeitete am Krankenhaus Moabit
- Georg Groscurth (1904–1944), Widerstandskämpfer gegen den Nationalsozialismus, Arzt am Krankenhaus Moabit (Gedenktafel)
- Gertrud Marx (1904–1989), Widerstandskämpferin gegen den Nationalsozialismus, lebte in der Stephanstraße 19 (Stolperstein)
- Brüder Sass (1904–1940 bzw. 1906–1940), als „Geldschrankknacker“ bekannt gewordenes Einbrecherduo, in der Birkenstraße 57 aufgewachsen
- Susanne Witte (1905–2005), Gerechte unter den Völkern, in Moabit aufgewachsen
- Peter Anders (1908–1954), Opernsänger, lebte in der Thomasiusstraße 25 (Gedenktafel)
- Traugott Fedtke (1909–1988), Kantor und Organist der Johanniskirche
- Herbert Gollnow (1911–1943), Widerstandskämpfer gegen den Nationalsozialismus, lebte in der Feldzeugmeisterstraße 5 (Stolperstein)
- Johannes Grützke (1937–2017), Maler, in Moabit aufgewachsen
- Dieter Noll (1939–2014), Politiker (CDU), lebte in Moabit
- Horst Krause (* 1941), Schauspieler, lebt in Moabit
- Rolf Schmachtenberg (* 1959), Wirtschaftswissenschaftler, lebt in Moabit
- Farin Urlaub (* 1963), verbrachte seine ersten Lebensjahre in Moabit
- Wolfram Burckhardt (* 1966), Verleger, lebt in Moabit
- Jens Augner (* 1971), Politiker (Bündnis 90/Die Grünen), lebt in Moabit
- Ijoma Mangold (* 1971), Schriftsteller und Literaturkritiker, lebt in Moabit
- Sawsan Chebli (* 1978), Politikerin (SPD), in Moabit aufgewachsen
- Ottilie Klein (* 1984), Politikerin (CDU), lebt in Moabit
- Apsilon (* 1998 oder 1999), Rapper, lebt in Moabit
- Michelangelo Fortuzzi (* 2001), Schauspieler, in Moabit aufgewachsen

## Sonstiges
Über Berlin hinaus ist Moabit durch die Justizvollzugsanstalt und das größte Kriminalgericht Europas bekannt, weswegen Moabit mitunter als Synonym für das Gefängnis verwendet wird.